# 죠죠의 기묘한 모험
《죠죠의 기묘한 모험》(ジョジョの奇妙な冒険 조조노 기묘나 보켄[*], 6~8부 : JOJO'S BIZARRE ADVENTURE, 5부 : LE BIZZARRE ADVENTURE DI GIOGIO, 이하 죠죠)은 아라키 히로히코가 연재하는 일본의 만화다. 1987년부터 2004년까지 슈에이샤의 주간 소년 점프에 연재되었고 2005년부터 현재까지의 내용은 울트라 점프에 연재중이다. 죠죠는 점프작품 중에서 여기는 잘나가는 파출소에 이어 두 번째로 오래 연재된 만화이다.
작품의 테마는 "인간 찬가"이다. 동료들과의 정, 강적과의 사투 등 소년 만화의 기본적 특정을 가지면서, 성적인 표현법, 독특한 작화 등을 통해 독자적인 세계관을 구축하였다고 평가받는다.
3부는 OVA, 1부, 3부, 5부는 PC 게임화, 외전으로 소설화도 되었다. 2007년 2월 17일 1부는 극장판 애니메이션으로도 제작되었고, 2012년 10월 25주년 기념으로 애니메이션화 및 2013년 8월 29일 게임화되었다. 이외에도 작품 내 캐릭터 키시베 로한을 주인공으로 한 키시베 로한은 움직이지 않는다의 가다외 미디어 믹스 작품도 있다.

## 죠죠의 유래
주인공의 애칭으로 사용되는 죠죠는 비틀즈 노래 Get back에서 나오는 Jojo에서 유래하였다. 작가 아라키는 어릴 때부터 락을 너무 좋아하는 소년이였기 때문에 비틀즈의 노래 Get back의 가사에서 나오는 Jojo(죠죠)를 사용하여 만화를 만들려고 하였고 만화에 등장하는 인물들 또한 락 밴드에서 차용한 단어를 사용하였다.

## 역대 악당들
1부 팬텀 블러드: 디오 브란도
죠스타 가문의 모든것을 노리고 양자로 입양되어 평화로웠던 죠나단 죠스타의 일상을 박살내고 죠나단과 그의 후손까지의 운명을 송두리째 바꾼다. 그리고, 죠나단이 조사하고, 연구하던 석가면의 비밀을 알아내고 석가면을 자신이 직접 사용하여 흡혈귀가 된다. 그리고 디오의 음모를 막으려는 죠나단과 디오는 대치 하게된다. 체펠리의 가르침으로 파문을 배운 죠나단은 파문을 이용하여 디오를 쓰러트린다. 그러나 살아남은(목이 잘려 머리만 살아남음 몸은 녹음) 디오는 죠나단과 그의 아내 에리나 죠스타의 신혼여행 배에 탑승해 죠나단의 몸을 빼앗지만 배를 폭파시킨 죠나단의 판단 으로 100년간 바다 깊이 봉인된다.(에리나 죠스타는 생존)
2부 전투조류: 기둥 속 사내
약 1만년전 인간이 문명을 갖기 전 어둠의 일족이 존재했다. 그들은 나무와 같은 호흡을 하고 물에서도 물고기와 같은 호흡을 하지만 태양을 바라보거나 그 밑에 서 있으면 증발 해버렸다. 그러다 돌연 천재 하나가 태어났다. 그 천재는 힘을 원했다. 태양을 극복하고 싶어 했다. 그 천재는 석가면을 만들었다. 석가면을 썼다. 하지만, 그가 만든 석가면은 태양을 극복하기엔 너무 약했다. 그러나 그 천재는 태양을 극복하기 위해 슈퍼 에이자의 적석을 찾으려 한다. 날이 갈수록 폭력적이고 잔인해지는 그 천재를, 어둠의 일족은 두려워 했다, 석가면을 두려워 했다. 일족 회의 끝에 그 천재를 죽이기로 결심한다. 그러나 그 천재는 자신의 동료에게도 석가면을 씌운뒤 역으로 자신의 부모와 일족을 몰살시켰다. 그리고 진실을 모르는 아기 둘과 동료 하나를 데리고 태양을 극복하기위한, 세계를 정복하기 위한 여행을 떠난다. 그리고 2000년 뒤 그 일행은 로마에 슈퍼 에이자의 적석이 있다는 소문을 듣고 곧장 로마로 가 적석을 지키던 파문전사들을 괴멸시킨다. 그러나 적석은 누군가가 이미 빼돌린 뒤였다. 하지만 그들은 더 이상 찾을 힘이 없었다. 아무리 불로불사 여도 약 2000년을 걷고 또 걸었기 때문에 3명(카즈, 에시디시, 와무우)은 콜로세움 지하에서 기둥속에서 동면한다. 카즈와 에시디시가 데려온 아기중 하나인 산타나는 1000년전 멕시코 아즈텍에 남아 벽화에도 기록될 정도로 두려운 존재로써 기둥속에 동면했다. 콜로세움 지하에서 잠들고 2000년뒤 멕시코에 잠들어 있던 산타나가 독일군의 무리한 실험으로 인해 깨어나며, 다른 기둥 속 사내도 깨어나게 되는데...
기둥 속 사내의 계급
카즈(천재)
에시디시(동료)
와무우(아기1)
산타나(아기2)
3부 스타더스트 크루세이더즈:
디오 브란도
4부 다이아몬드는 부서지지 않는다:
키라 요시카게
5부 황금의 바람:
디아볼로(비네거 도피오)
6부 스톤 오션:
엔리코 푸치
7부 스틸 볼 런:
퍼니 발렌타인
8부 죠죠리온
토오루
9부 더 죠죠랜즈
아카 하울러

## 부제
죠죠는 9편의 부제가 있다. 각각의 편에서 주인공은 모두 다르지만 4, 8부를 제외한 모든 부(일본식 발음으로는 죠죠라고 부를수 있다)에서는 줄여서 죠죠라고 불려 질 수 있는 이름을 가지고 있다.
|                           | 부제                         | 부제(일본어)               | 부제(영어)                                  | 시대 설정                                                                | 권수               | 주인공                   |
| 1부                       | 팬텀 블러드                  | ファントムブラッド         | Phantom Blood                               | 서기 1880년 ~ 1881년(1화 ~ 5화) 서기 1888년 ~ 1889년 2월 7일(6화 ~ 44화) | 1 - 5              | 죠나단 죠스타            |
| 2부                       | 전투조류                     | 戦闘潮流                   | Battle Tendency                             | 서기 1938년 9월 ~ 1939년 3월                                             | 5 - 12             | 죠셉 죠스타              |
| 3부                       | 스타더스트 크루세이더즈      | スターダストクルセイダース | Stardust Crusaders                          | 서기 1984년(프롤로그) 서기 1988년 11월 ~ 1989년 1월 17일                 | 12 - 28            | 쿠죠 죠타로              |
| 4부                       | 다이아몬드는 부서지지 않는다 | ダイヤモンドは砕けない     | Diamond is unbreakable                      | 서기 1999년 4월 ~ 1999년 7월 16일                                        | 29 - 47            | 히가시카타 죠스케(4스케) |
| 5부                       | 황금의 바람                  | 黄金の風                   | VENTO AUREO(영어권 국가에서는 Goldden wind) | 서기 2001년 3월 29일 ~ 2001년 4월 6일                                    | 47 - 63            | 죠르노 죠바나            |
| 6부                       | 스톤 오션                    | ストーンオーシャン         | Stone Ocean                                 | 서기 2011년 10월 28일 ~ 2012년 3월 22일                                  | 64 - 80            | 쿠죠 죠린                |
| 《일순 후의 세계》의 세계 |                              |                            |                                             |                                                                          |                    |                          |
| 7부                       | 스틸 볼 런                   | スティール・ボール・ラン   | STEEL BALL RUN                              | 서기 1890년 9월 23일 ~ 1891년 1월 19일                                   | 1 - 24(81 - 104)   | 죠니 죠스타              |
| 8부                       | 죠죠리온                     | ジョジョリオン             | JoJolion                                    | 서기 2011년 8월 19일 ~ 2011년 10월                                       | 25 - 51(105 - 131) | 히가시카타 죠스케(8스케) |
| 9부                       | 더 죠죠랜즈                  | ザ・ジョジョランズ         | The JOJOLands                               | 서기 2023년                                                              | 52 - (132 - )      | 죠디오 죠스타            |

1부 팬텀 블러드
배경은 1888년 영국. 영국의 귀족 청년이자 주인공 죠나단 죠스타와 하급 계층 출신이면서 카리스마와 야망의 소유자 디오 브란도(DIO)가 '석가면'과 '파문'을 이용한 성장과 대립기가 그려져 있다.
2부 전투조류
배경은 1938년 미국. 세계 대전이 진행 중이던 시대다. 죠나단의 손자 죠셉 죠스타도 할아버지처럼 '파문'을 지니고 있다. 그런 가운데, 인류를 능가하는 지적 생물 '기둥 속 사내들'이 발굴 되고, 인류의 위협이 될 '기둥 속 사내들'을 없애기 위해 죠셉 일행은 움직인다.
3부 스타더스트 크루세이더즈
배경은 1988년 일본. 100년 만에 죠나단의 몸을 빼앗은 DIO가 해양에서 관속에 보관된 채로 발견되었고 이를 발견한 어부가 관을 부숴났다. 그래서 DIO가 부활한다. DIO가 부활해 죠스타 가문에게 스탠드 능력이 생기고 죠타로의 어머니는 스탠드의 영향으로 죽을 위기에 처한다. 그래서 죠타로는 어머니를 구하기 위해 동료들과 함께 DIO가 잠복한 아지트를 찾아 나선다.
4부 다이아몬드는 부서지지 않는다
배경은 1999년 일본. 죠셉 죠스타와 히가시타카 토모코와의 아들 히가시카타 죠스케가 사는 마을 모리오쵸에선 어떤 이유인지는 모르지만 스탠드 유저의 수가 계속 증가하고 있었다. 그래서 죠스케는 원인을 조사하고 마을을 지키기 위해 동료들과 마을에 숨은 스탠드 유저들과의 싸움을 펼친다.
5부 황금의 바람
배경은 2001년 이탈리아. DIO의 아들 죠르노 죠바나는 우연히 쫒기던 갱스터를 골드 익스피리언스로 갱스터를 풀숲에 숨겨준다. 그 이후, 갱스터가 죠르노에게 몰래몰래 도움을 주고 그 동기로 죠르노는 갱스터를 동경한다. 그 후 죠르노 죠바나는 마피아 보스가 되어 거리를 평화롭게 한다는 꿈을 가지고 갱 조직의 일원으로 들어가.부챠라티가 이끄는 조직 말단의 팀에 합류하게 된다.
보스의 딸을 호위하는 임무에서, 보스의 속내를 알고 보스와 대립한다.
6부 스톤 오션
배경은 2011년 미국. 쿠죠 죠타로의 딸 쿠죠 죠린은 함정에 빠져 감옥에 수감된다. 죠린은 스탠드 구현의 화살 파편에 찔려 스탠드 유저가 되고, 탈옥을 포기하고 적들과 싸움에 나선다. 동료는 P.P(약칭이다),엠폴리오, 죠타로, 웨더 리포터, 등등 동료들과 엔리코 푸치와 대립하는데.....
7부(이 때부터 일순 후 세계관을 따른다) 스틸 볼 런
배경은 1890년 미국 샌디에이고 만. 이 땅에서 '스피드 왜건 재단'등의 투자로 '스틸 볼 런' 이 개최된다. 사고로 하반신이 마비가된 죠니 죠스타와 체펠리 가문의 기술 철구를 이용하는 쟈이로 체펠리라는 동료와 함께 나라를 이끌 수 있는 유해를 찾는데...
8부 죠죠리온
배경은 2011년 대지진이 일어난 일본 모리오쵸. 벽의 눈이란 지각융기현상이 발생하고 있는 가운데, 수수께끼의 청년을 발견한다.
9부 더 죠죠랜즈
배경은 2023년 미국 하와이.

## 세계관
주인공은 모두 죠죠(JoJo)라는 애칭을 가지고 있다. 하지만 작중에서 죠죠라는 애칭이 자주 이용되는 것은 3부 초기까지이다.
1부와 2부는 파문(波紋)이라는 특수 능력을 익힌 인간들이 뱀파이어나 '기둥 속 사내' 및 '완전생물'라는 인간보다 훨씬 강력한 생물에 직면한 작품으로, 격투가 주체였다. 3부 이후에는 스탠드(スタンド, 유파문(幽波紋)이라고도 표현)라는 정신 에너지가 구현화된 능력을 사용해 인간들끼리 싸우는 내용으로 다양한 능력이 있는 스탠드의 공방이 이 작품의 골자이다.
아라키 작품의 특징으로 흔히 '의성어'와 '포즈'가 꼽힌다. 의성어는 중금속이나 공포 영화에서 착상한 것이다. 만화책 표지 등에서 볼 수 있는 이른바 '죠죠포즈(JOJO POSE)'라는 자세에 관해서는 20대 시절 처음 간 이탈리아 여행에서 미켈란젤로의 작품을 보고 강한 충격을 받은 것을 계기로 조각 같이 육체적인 포즈를 나름대로 만화에 도입하고 싶었다고 밝혔다.

## 죠스타 가문 가계도
|   |   |   |   |                                                                       |                                                                       |                                                                       |                                                                       | | | | | 메리 죠스타 (사망: 1868년)                                                                             | 메리 죠스타 (사망: 1868년)                                                                             | 메리 죠스타 (사망: 1868년)                                         | 메리 죠스타 (사망: 1868년)                                         | 메리 죠스타 (사망: 1868년)                                         | 메리 죠스타 (사망: 1868년)                                         |                                                                    |                                                                    |                                                                 |                                                                 |                                                                                 |                                                                                 | 죠지 죠스타 1세 (사망: 1888년)                                                  | 죠지 죠스타 1세 (사망: 1888년)                                                  | 죠지 죠스타 1세 (사망: 1888년)                                                  | 죠지 죠스타 1세 (사망: 1888년)                                                  | 죠지 죠스타 1세 (사망: 1888년)            | 죠지 죠스타 1세 (사망: 1888년)            |                                                                                               |                                           |  |  |                                                                                     |                                                                                     |                                                                                     |                                                                                     |                                                                                     |                                                                                     |                                                                              |                                                                              |                                                                              |                                                                              |                                                 |   |   |   |
|   |   |   |   |                                                                       |                                                                       |                                                                       |                                                                       | | | | | 메리 죠스타 (사망: 1868년)                                                                             | 메리 죠스타 (사망: 1868년)                                                                             | 메리 죠스타 (사망: 1868년)                                         | 메리 죠스타 (사망: 1868년)                                         | 메리 죠스타 (사망: 1868년)                                         | 메리 죠스타 (사망: 1868년)                                         |                                                                    |                                                                    |                                                                 |                                                                 |                                                                                 |                                                                                 | 죠지 죠스타 1세 (사망: 1888년)                                                  | 죠지 죠스타 1세 (사망: 1888년)                                                  | 죠지 죠스타 1세 (사망: 1888년)                                                  | 죠지 죠스타 1세 (사망: 1888년)                                                  | 죠지 죠스타 1세 (사망: 1888년)            | 죠지 죠스타 1세 (사망: 1888년)            |                                                                                               |                                           |  |  |                                                                                     |                                                                                     |                                                                                     |                                                                                     |                                                                                     |                                                                                     |                                                                              |                                                                              |                                                                              |                                                                              |                                                 |   |   |   |
|   |   |   |   |                                                                       |                                                                       |                                                                       |                                                                       | | | | | | |                                                                    |                                                                    |                                                                    |                                                                    |                                                                    |                                                                    |                                                                 |                                                                 |                                                                                 |                                                                                 |                                                                                 |                                                                                 |                                                                                 |                                                                                 |                                           |                                           |                                                                                               |                                           |  |  |                                                                                     |                                                                                     |                                                                                     |                                                                                     |                                                                                     |                                                                                     |                                                                              |                                                                              |                                                                              |                                                                              |                                                 |   |   |   |
|   |   |   |   |                                                                       |                                                                       |                                                                       |                                                                       | | | | | | |                                                                    |                                                                    |                                                                    |                                                                    |                                                                    |                                                                    |                                                                 |                                                                 |                                                                                 |                                                                                 |                                                                                 |                                                                                 |                                                                                 |                                                                                 |                                           |                                           |                                                                                               |                                           |  |  |                                                                                     |                                                                                     |                                                                                     |                                                                                     |                                                                                     |                                                                                     |                                                                              |                                                                              |                                                                              |                                                                              |                                                 |   |   |   |
|   |   |   |   |                                                                       |                                                                       |                                                                       |                                                                       | | | 에리나 죠스타 (에리나 펜들턴) (출생: 1869년) (사망: 1950년)                                            | 에리나 죠스타 (에리나 펜들턴) (출생: 1869년) (사망: 1950년)                                            | 에리나 죠스타 (에리나 펜들턴) (출생: 1869년) (사망: 1950년)                                            | 에리나 죠스타 (에리나 펜들턴) (출생: 1869년) (사망: 1950년)                                            | 에리나 죠스타 (에리나 펜들턴) (출생: 1869년) (사망: 1950년)        | 에리나 죠스타 (에리나 펜들턴) (출생: 1869년) (사망: 1950년)        |                                                                    |                                                                    | 죠나단 죠스타1 (생일: 1868년 4월 4일) (사망: 1889년 2월 7일)       | 죠나단 죠스타1 (생일: 1868년 4월 4일) (사망: 1889년 2월 7일)       | 죠나단 죠스타1 (생일: 1868년 4월 4일) (사망: 1889년 2월 7일)    | 죠나단 죠스타1 (생일: 1868년 4월 4일) (사망: 1889년 2월 7일)    | 죠나단 죠스타1 (생일: 1868년 4월 4일) (사망: 1889년 2월 7일)                    | 죠나단 죠스타1 (생일: 1868년 4월 4일) (사망: 1889년 2월 7일)                    |                                                                                 |                                                                                 | ?                                                                               | ?                                                                               | ?                                         | ?                                         | ?                                                                                             | ?                                         |  |  | 디오 브란도 (DIO) (스탠드: 더 월드) (출생: 1867년) (사망: 1989년 1월 17일) （양자） | 디오 브란도 (DIO) (스탠드: 더 월드) (출생: 1867년) (사망: 1989년 1월 17일) （양자） | 디오 브란도 (DIO) (스탠드: 더 월드) (출생: 1867년) (사망: 1989년 1월 17일) （양자） | 디오 브란도 (DIO) (스탠드: 더 월드) (출생: 1867년) (사망: 1989년 1월 17일) （양자） | 디오 브란도 (DIO) (스탠드: 더 월드) (출생: 1867년) (사망: 1989년 1월 17일) （양자） | 디오 브란도 (DIO) (스탠드: 더 월드) (출생: 1867년) (사망: 1989년 1월 17일) （양자） |                                                                              |                                                                              | ?                                                                            | ?                                                                            | ?                                               | ? | ? | ? |
|   |   |   |   |                                                                       |                                                                       |                                                                       |                                                                       | | | 에리나 죠스타 (에리나 펜들턴) (출생: 1869년) (사망: 1950년)                                            | 에리나 죠스타 (에리나 펜들턴) (출생: 1869년) (사망: 1950년)                                            | 에리나 죠스타 (에리나 펜들턴) (출생: 1869년) (사망: 1950년)                                            | 에리나 죠스타 (에리나 펜들턴) (출생: 1869년) (사망: 1950년)                                            | 에리나 죠스타 (에리나 펜들턴) (출생: 1869년) (사망: 1950년)        | 에리나 죠스타 (에리나 펜들턴) (출생: 1869년) (사망: 1950년)        |                                                                    |                                                                    | 죠나단 죠스타1 (생일: 1868년 4월 4일) (사망: 1889년 2월 7일)       | 죠나단 죠스타1 (생일: 1868년 4월 4일) (사망: 1889년 2월 7일)       | 죠나단 죠스타1 (생일: 1868년 4월 4일) (사망: 1889년 2월 7일)    | 죠나단 죠스타1 (생일: 1868년 4월 4일) (사망: 1889년 2월 7일)    | 죠나단 죠스타1 (생일: 1868년 4월 4일) (사망: 1889년 2월 7일)                    | 죠나단 죠스타1 (생일: 1868년 4월 4일) (사망: 1889년 2월 7일)                    |                                                                                 |                                                                                 | ?                                                                               | ?                                                                               | ?                                         | ?                                         | ?                                                                                             | ?                                         |  |  | 디오 브란도 (DIO) (스탠드: 더 월드) (출생: 1867년) (사망: 1989년 1월 17일) （양자） | 디오 브란도 (DIO) (스탠드: 더 월드) (출생: 1867년) (사망: 1989년 1월 17일) （양자） | 디오 브란도 (DIO) (스탠드: 더 월드) (출생: 1867년) (사망: 1989년 1월 17일) （양자） | 디오 브란도 (DIO) (스탠드: 더 월드) (출생: 1867년) (사망: 1989년 1월 17일) （양자） | 디오 브란도 (DIO) (스탠드: 더 월드) (출생: 1867년) (사망: 1989년 1월 17일) （양자） | 디오 브란도 (DIO) (스탠드: 더 월드) (출생: 1867년) (사망: 1989년 1월 17일) （양자） |                                                                              |                                                                              | ?                                                                            | ?                                                                            | ?                                               | ? | ? | ? |
|   |   |   |   |                                                                       |                                                                       |                                                                       |                                                                       | | | | | | |                                                                    |                                                                    |                                                                    |                                                                    |                                                                    |                                                                    |                                                                 |                                                                 |                                                                                 |                                                                                 |                                                                                 |                                                                                 |                                                                                 |                                                                                 |                                           |                                           |                                                                                               |                                           |  |  |                                                                                     |                                                                                     |                                                                                     |                                                                                     |                                                                                     |                                                                                     |                                                                              |                                                                              |                                                                              |                                                                              |                                                 |   |   |   |
|   |   |   |   |                                                                       |                                                                       |                                                                       |                                                                       | | | | | | | 죠지 죠스타 2세 (출생: 1889년) (사망: 1921년)                      | 죠지 죠스타 2세 (출생: 1889년) (사망: 1921년)                      | 죠지 죠스타 2세 (출생: 1889년) (사망: 1921년)                      | 죠지 죠스타 2세 (출생: 1889년) (사망: 1921년)                      | 죠지 죠스타 2세 (출생: 1889년) (사망: 1921년)                      | 죠지 죠스타 2세 (출생: 1889년) (사망: 1921년)                      |                                                                 |                                                                 | 리사리사 (엘리자베스 죠스타) (출생: 1888년 12월)                                | 리사리사 (엘리자베스 죠스타) (출생: 1888년 12월)                                | 리사리사 (엘리자베스 죠스타) (출생: 1888년 12월)                                | 리사리사 (엘리자베스 죠스타) (출생: 1888년 12월)                                | 리사리사 (엘리자베스 죠스타) (출생: 1888년 12월)                                | 리사리사 (엘리자베스 죠스타) (출생: 1888년 12월)                                |                                           |                                           |                                                                                               |                                           |  |  |                                                                                     |                                                                                     |                                                                                     |                                                                                     |                                                                                     |                                                                                     |                                                                              |                                                                              |                                                                              |                                                                              |                                                 |   |   |   |
|   |   |   |   |                                                                       |                                                                       |                                                                       |                                                                       | | | | | | | 죠지 죠스타 2세 (출생: 1889년) (사망: 1921년)                      | 죠지 죠스타 2세 (출생: 1889년) (사망: 1921년)                      | 죠지 죠스타 2세 (출생: 1889년) (사망: 1921년)                      | 죠지 죠스타 2세 (출생: 1889년) (사망: 1921년)                      | 죠지 죠스타 2세 (출생: 1889년) (사망: 1921년)                      | 죠지 죠스타 2세 (출생: 1889년) (사망: 1921년)                      |                                                                 |                                                                 | 리사리사 (엘리자베스 죠스타) (출생: 1888년 12월)                                | 리사리사 (엘리자베스 죠스타) (출생: 1888년 12월)                                | 리사리사 (엘리자베스 죠스타) (출생: 1888년 12월)                                | 리사리사 (엘리자베스 죠스타) (출생: 1888년 12월)                                | 리사리사 (엘리자베스 죠스타) (출생: 1888년 12월)                                | 리사리사 (엘리자베스 죠스타) (출생: 1888년 12월)                                |                                           |                                           |                                                                                               |                                           |  |  |                                                                                     |                                                                                     |                                                                                     |                                                                                     |                                                                                     |                                                                                     |                                                                              |                                                                              |                                                                              |                                                                              |                                                 |   |   |   |
|   |   |   |   |                                                                       |                                                                       |                                                                       |                                                                       | | | | | | |                                                                    |                                                                    |                                                                    |                                                                    |                                                                    |                                                                    |                                                                 |                                                                 |                                                                                 |                                                                                 |                                                                                 |                                                                                 |                                                                                 |                                                                                 |                                           |                                           |                                                                                               |                                           |  |  |                                                                                     |                                                                                     |                                                                                     |                                                                                     |                                                                                     |                                                                                     |                                                                              |                                                                              |                                                                              |                                                                              |                                                 |   |   |   |
|   |   |   |   |                                                                       |                                                                       | 수지Q 죠스타 （아내）                                                 | 수지Q 죠스타 （아내）                                                 | 수지Q 죠스타 （아내）                                                                                  | 수지Q 죠스타 （아내）                                                                                  | 수지Q 죠스타 （아내）                                                                                  | 수지Q 죠스타 （아내）                                                                                  | | |                                                                    |                                                                    |                                                                    |                                                                    | 죠셉 죠스타234 (스탠드: 허밋 퍼플) (생일: 1920년 9월 27일) （）    | 죠셉 죠스타234 (스탠드: 허밋 퍼플) (생일: 1920년 9월 27일) （）    | 죠셉 죠스타234 (스탠드: 허밋 퍼플) (생일: 1920년 9월 27일) （） | 죠셉 죠스타234 (스탠드: 허밋 퍼플) (생일: 1920년 9월 27일) （） | 죠셉 죠스타234 (스탠드: 허밋 퍼플) (생일: 1920년 9월 27일) （）                 | 죠셉 죠스타234 (스탠드: 허밋 퍼플) (생일: 1920년 9월 27일) （）                 |                                                                                 |                                                                                 | 히가시카타 토모코 (출생: 1962년) （애인）                                       | 히가시카타 토모코 (출생: 1962년) （애인）                                       | 히가시카타 토모코 (출생: 1962년) （애인） | 히가시카타 토모코 (출생: 1962년) （애인） | 히가시카타 토모코 (출생: 1962년) （애인）                                                     | 히가시카타 토모코 (출생: 1962년) （애인） |  |  |                                                                                     |                                                                                     |                                                                                     |                                                                                     |                                                                                     |                                                                                     |                                                                              |                                                                              |                                                                              |                                                                              |                                                 |   |   |   |
|   |   |   |   |                                                                       |                                                                       | 수지Q 죠스타 （아내）                                                 | 수지Q 죠스타 （아내）                                                 | 수지Q 죠스타 （아내）                                                                                  | 수지Q 죠스타 （아내）                                                                                  | 수지Q 죠스타 （아내）                                                                                  | 수지Q 죠스타 （아내）                                                                                  | | |                                                                    |                                                                    |                                                                    |                                                                    | 죠셉 죠스타234 (스탠드: 허밋 퍼플) (생일: 1920년 9월 27일) （）    | 죠셉 죠스타234 (스탠드: 허밋 퍼플) (생일: 1920년 9월 27일) （）    | 죠셉 죠스타234 (스탠드: 허밋 퍼플) (생일: 1920년 9월 27일) （） | 죠셉 죠스타234 (스탠드: 허밋 퍼플) (생일: 1920년 9월 27일) （） | 죠셉 죠스타234 (스탠드: 허밋 퍼플) (생일: 1920년 9월 27일) （）                 | 죠셉 죠스타234 (스탠드: 허밋 퍼플) (생일: 1920년 9월 27일) （）                 |                                                                                 |                                                                                 | 히가시카타 토모코 (출생: 1962년) （애인）                                       | 히가시카타 토모코 (출생: 1962년) （애인）                                       | 히가시카타 토모코 (출생: 1962년) （애인） | 히가시카타 토모코 (출생: 1962년) （애인） | 히가시카타 토모코 (출생: 1962년) （애인）                                                     | 히가시카타 토모코 (출생: 1962년) （애인） |  |  |                                                                                     |                                                                                     |                                                                                     |                                                                                     |                                                                                     |                                                                                     |                                                                              |                                                                              |                                                                              |                                                                              |                                                 |   |   |   |
|   |   |   |   |                                                                       |                                                                       |                                                                       |                                                                       | | | | | | |                                                                    |                                                                    |                                                                    |                                                                    |                                                                    |                                                                    |                                                                 |                                                                 |                                                                                 |                                                                                 |                                                                                 |                                                                                 |                                                                                 |                                                                                 |                                           |                                           |                                                                                               |                                           |  |  |                                                                                     |                                                                                     |                                                                                     |                                                                                     |                                                                                     |                                                                                     |                                                                              |                                                                              |                                                                              |                                                                              |                                                 |   |   |   |
|   |   |   |   | 쿠죠 사다오                                                           | 쿠죠 사다오                                                           | 쿠죠 사다오                                                           | 쿠죠 사다오                                                           | 쿠죠 사다오                                                                                            | 쿠죠 사다오                                                                                            | | | 쿠죠 세이코 (홀리 죠스타) (스탠드: ???) (출생: 1942년) （）                                            | 쿠죠 세이코 (홀리 죠스타) (스탠드: ???) (출생: 1942년) （）                                            | 쿠죠 세이코 (홀리 죠스타) (스탠드: ???) (출생: 1942년) （）        | 쿠죠 세이코 (홀리 죠스타) (스탠드: ???) (출생: 1942년) （）        | 쿠죠 세이코 (홀리 죠스타) (스탠드: ???) (출생: 1942년) （）        | 쿠죠 세이코 (홀리 죠스타) (스탠드: ???) (출생: 1942년) （）        |                                                                    |                                                                    |                                                                 |                                                                 |                                                                                 |                                                                                 |                                                                                 |                                                                                 |                                                                                 |                                                                                 |                                           |                                           |                                                                                               |                                           |  |  |                                                                                     |                                                                                     |                                                                                     |                                                                                     |                                                                                     |                                                                                     |                                                                              |                                                                              |                                                                              |                                                                              |                                                 |   |   |   |
|   |   |   |   | 쿠죠 사다오                                                           | 쿠죠 사다오                                                           | 쿠죠 사다오                                                           | 쿠죠 사다오                                                           | 쿠죠 사다오                                                                                            | 쿠죠 사다오                                                                                            | | | 쿠죠 세이코 (홀리 죠스타) (스탠드: ???) (출생: 1942년) （）                                            | 쿠죠 세이코 (홀리 죠스타) (스탠드: ???) (출생: 1942년) （）                                            | 쿠죠 세이코 (홀리 죠스타) (스탠드: ???) (출생: 1942년) （）        | 쿠죠 세이코 (홀리 죠스타) (스탠드: ???) (출생: 1942년) （）        | 쿠죠 세이코 (홀리 죠스타) (스탠드: ???) (출생: 1942년) （）        | 쿠죠 세이코 (홀리 죠스타) (스탠드: ???) (출생: 1942년) （）        |                                                                    |                                                                    |                                                                 |                                                                 |                                                                                 |                                                                                 |                                                                                 |                                                                                 |                                                                                 |                                                                                 |                                           |                                           |                                                                                               |                                           |  |  |                                                                                     |                                                                                     |                                                                                     |                                                                                     |                                                                                     |                                                                                     |                                                                              |                                                                              |                                                                              |                                                                              |                                                 |   |   |   |
|   |   |   |   |                                                                       |                                                                       |                                                                       |                                                                       | | | | | | |                                                                    |                                                                    |                                                                    |                                                                    |                                                                    |                                                                    |                                                                 |                                                                 |                                                                                 |                                                                                 |                                                                                 |                                                                                 |                                                                                 |                                                                                 |                                           |                                           |                                                                                               |                                           |  |  |                                                                                     |                                                                                     |                                                                                     |                                                                                     |                                                                                     |                                                                                     |                                                                              |                                                                              |                                                                              |                                                                              |                                                 |   |   |   |
| ? | ? | ? | ? | ?                                                                     | ?                                                                     |                                                                       |                                                                       | 쿠죠 죠타로3456 (스탠드: 스타 플래티나 → 스타 플래티나 더 월드) (출생: 1971년) (사망: 2012년 3월 22일) | 쿠죠 죠타로3456 (스탠드: 스타 플래티나 → 스타 플래티나 더 월드) (출생: 1971년) (사망: 2012년 3월 22일) | 쿠죠 죠타로3456 (스탠드: 스타 플래티나 → 스타 플래티나 더 월드) (출생: 1971년) (사망: 2012년 3월 22일) | 쿠죠 죠타로3456 (스탠드: 스타 플래티나 → 스타 플래티나 더 월드) (출생: 1971년) (사망: 2012년 3월 22일) | 쿠죠 죠타로3456 (스탠드: 스타 플래티나 → 스타 플래티나 더 월드) (출생: 1971년) (사망: 2012년 3월 22일) | 쿠죠 죠타로3456 (스탠드: 스타 플래티나 → 스타 플래티나 더 월드) (출생: 1971년) (사망: 2012년 3월 22일) |                                                                    |                                                                    |                                                                    |                                                                    |                                                                    |                                                                    |                                                                 |                                                                 |                                                                                 |                                                                                 |                                                                                 |                                                                                 |                                                                                 |                                                                                 |                                           |                                           |                                                                                               |                                           |  |  |                                                                                     |                                                                                     |                                                                                     |                                                                                     |                                                                                     |                                                                                     |                                                                              |                                                                              |                                                                              |                                                                              |                                                 |   |   |   |
| ? | ? | ? | ? | ?                                                                     | ?                                                                     |                                                                       |                                                                       | 쿠죠 죠타로3456 (스탠드: 스타 플래티나 → 스타 플래티나 더 월드) (출생: 1971년) (사망: 2012년 3월 22일) | 쿠죠 죠타로3456 (스탠드: 스타 플래티나 → 스타 플래티나 더 월드) (출생: 1971년) (사망: 2012년 3월 22일) | 쿠죠 죠타로3456 (스탠드: 스타 플래티나 → 스타 플래티나 더 월드) (출생: 1971년) (사망: 2012년 3월 22일) | 쿠죠 죠타로3456 (스탠드: 스타 플래티나 → 스타 플래티나 더 월드) (출생: 1971년) (사망: 2012년 3월 22일) | 쿠죠 죠타로3456 (스탠드: 스타 플래티나 → 스타 플래티나 더 월드) (출생: 1971년) (사망: 2012년 3월 22일) | 쿠죠 죠타로3456 (스탠드: 스타 플래티나 → 스타 플래티나 더 월드) (출생: 1971년) (사망: 2012년 3월 22일) |                                                                    |                                                                    |                                                                    |                                                                    |                                                                    |                                                                    |                                                                 |                                                                 |                                                                                 |                                                                                 |                                                                                 |                                                                                 |                                                                                 |                                                                                 |                                           |                                           |                                                                                               |                                           |  |  |                                                                                     |                                                                                     |                                                                                     |                                                                                     |                                                                                     |                                                                                     |                                                                              |                                                                              |                                                                              |                                                                              |                                                 |   |   |   |
|   |   |   |   |                                                                       |                                                                       |                                                                       |                                                                       | | | | | | |                                                                    |                                                                    |                                                                    |                                                                    |                                                                    |                                                                    |                                                                 |                                                                 |                                                                                 |                                                                                 |                                                                                 |                                                                                 |                                                                                 |                                                                                 |                                           |                                           |                                                                                               |                                           |  |  |                                                                                     |                                                                                     |                                                                                     |                                                                                     |                                                                                     |                                                                                     |                                                                              |                                                                              |                                                                              |                                                                              |                                                 |   |   |   |
|   |   |   |   |                                                                       |                                                                       |                                                                       |                                                                       | | | | | | |                                                                    |                                                                    |                                                                    |                                                                    |                                                                    |                                                                    |                                                                 |                                                                 |                                                                                 |                                                                                 |                                                                                 |                                                                                 |                                                                                 |                                                                                 |                                           |                                           |                                                                                               |                                           |  |  |                                                                                     |                                                                                     |                                                                                     |                                                                                     |                                                                                     |                                                                                     |                                                                              |                                                                              |                                                                              |                                                                              |                                                 |   |   |   |
|   |   |   |   |                                                                       |                                                                       |                                                                       |                                                                       | | | | | | | 시즈카 죠스타 (스탠드: 악퉁 베이비) (출생: 1998년 12월) （수양딸） | 시즈카 죠스타 (스탠드: 악퉁 베이비) (출생: 1998년 12월) （수양딸） | 시즈카 죠스타 (스탠드: 악퉁 베이비) (출생: 1998년 12월) （수양딸） | 시즈카 죠스타 (스탠드: 악퉁 베이비) (출생: 1998년 12월) （수양딸） | 시즈카 죠스타 (스탠드: 악퉁 베이비) (출생: 1998년 12월) （수양딸） | 시즈카 죠스타 (스탠드: 악퉁 베이비) (출생: 1998년 12월) （수양딸） |                                                                 |                                                                 | 히가시카타 죠스케4 (스탠드: 크레이지 다이아몬드) (출생: 1983년) （숨겨진 아들） | 히가시카타 죠스케4 (스탠드: 크레이지 다이아몬드) (출생: 1983년) （숨겨진 아들） | 히가시카타 죠스케4 (스탠드: 크레이지 다이아몬드) (출생: 1983년) （숨겨진 아들） | 히가시카타 죠스케4 (스탠드: 크레이지 다이아몬드) (출생: 1983년) （숨겨진 아들） | 히가시카타 죠스케4 (스탠드: 크레이지 다이아몬드) (출생: 1983년) （숨겨진 아들） | 히가시카타 죠스케4 (스탠드: 크레이지 다이아몬드) (출생: 1983년) （숨겨진 아들） |                                           |                                           |                                                                                               |                                           |  |  |                                                                                     |                                                                                     |                                                                                     |                                                                                     |                                                                                     |                                                                                     |                                                                              |                                                                              |                                                                              |                                                                              |                                                 |   |   |   |
|   |   |   |   |                                                                       |                                                                       |                                                                       |                                                                       | | | | | | | 시즈카 죠스타 (스탠드: 악퉁 베이비) (출생: 1998년 12월) （수양딸） | 시즈카 죠스타 (스탠드: 악퉁 베이비) (출생: 1998년 12월) （수양딸） | 시즈카 죠스타 (스탠드: 악퉁 베이비) (출생: 1998년 12월) （수양딸） | 시즈카 죠스타 (스탠드: 악퉁 베이비) (출생: 1998년 12월) （수양딸） | 시즈카 죠스타 (스탠드: 악퉁 베이비) (출생: 1998년 12월) （수양딸） | 시즈카 죠스타 (스탠드: 악퉁 베이비) (출생: 1998년 12월) （수양딸） |                                                                 |                                                                 | 히가시카타 죠스케4 (스탠드: 크레이지 다이아몬드) (출생: 1983년) （숨겨진 아들） | 히가시카타 죠스케4 (스탠드: 크레이지 다이아몬드) (출생: 1983년) （숨겨진 아들） | 히가시카타 죠스케4 (스탠드: 크레이지 다이아몬드) (출생: 1983년) （숨겨진 아들） | 히가시카타 죠스케4 (스탠드: 크레이지 다이아몬드) (출생: 1983년) （숨겨진 아들） | 히가시카타 죠스케4 (스탠드: 크레이지 다이아몬드) (출생: 1983년) （숨겨진 아들） | 히가시카타 죠스케4 (스탠드: 크레이지 다이아몬드) (출생: 1983년) （숨겨진 아들） |                                           |                                           | 죠르노 죠바나5 (스탠드: 골드 익스피리언스 → 골드 익스피리언스 레퀴엠) (생일: 1985년 4월 16일) |                                           |  |  |                                                                                     |                                                                                     |                                                                                     |                                                                                     |                                                                                     |                                                                                     |                                                                              |                                                                              |                                                                              |                                                                              |                                                 |   |   |   |
|   |   |   |   | 쿠죠 죠린6 (스탠드: 스톤 프리) (출생: 1992년) (사망: 2012년 3월 22일) | 쿠죠 죠린6 (스탠드: 스톤 프리) (출생: 1992년) (사망: 2012년 3월 22일) | 쿠죠 죠린6 (스탠드: 스톤 프리) (출생: 1992년) (사망: 2012년 3월 22일) | 쿠죠 죠린6 (스탠드: 스톤 프리) (출생: 1992년) (사망: 2012년 3월 22일) | 쿠죠 죠린6 (스탠드: 스톤 프리) (출생: 1992년) (사망: 2012년 3월 22일)                                  | 쿠죠 죠린6 (스탠드: 스톤 프리) (출생: 1992년) (사망: 2012년 3월 22일)                                  | | | | |                                                                    |                                                                    |                                                                    |                                                                    |                                                                    |                                                                    |                                                                 |                                                                 |                                                                                 |                                                                                 |                                                                                 |                                                                                 |                                                                                 |                                                                                 |                                           |                                           |                                                                                               |                                           |  |  |                                                                                     |                                                                                     |                                                                                     |                                                                                     | 도나텔로 베르사스 (스탠드: 언더 월드) (출생: 1986년) (사망: 2012년 3월 19일)        | 도나텔로 베르사스 (스탠드: 언더 월드) (출생: 1986년) (사망: 2012년 3월 19일)        | 도나텔로 베르사스 (스탠드: 언더 월드) (출생: 1986년) (사망: 2012년 3월 19일) | 도나텔로 베르사스 (스탠드: 언더 월드) (출생: 1986년) (사망: 2012년 3월 19일) | 도나텔로 베르사스 (스탠드: 언더 월드) (출생: 1986년) (사망: 2012년 3월 19일) | 도나텔로 베르사스 (스탠드: 언더 월드) (출생: 1986년) (사망: 2012년 3월 19일) |                                                 |   |   |   |
|   |   |   |   | 쿠죠 죠린6 (스탠드: 스톤 프리) (출생: 1992년) (사망: 2012년 3월 22일) | 쿠죠 죠린6 (스탠드: 스톤 프리) (출생: 1992년) (사망: 2012년 3월 22일) | 쿠죠 죠린6 (스탠드: 스톤 프리) (출생: 1992년) (사망: 2012년 3월 22일) | 쿠죠 죠린6 (스탠드: 스톤 프리) (출생: 1992년) (사망: 2012년 3월 22일) | 쿠죠 죠린6 (스탠드: 스톤 프리) (출생: 1992년) (사망: 2012년 3월 22일)                                  | 쿠죠 죠린6 (스탠드: 스톤 프리) (출생: 1992년) (사망: 2012년 3월 22일)                                  | | | | |                                                                    |                                                                    |                                                                    |                                                                    |                                                                    |                                                                    |                                                                 |                                                                 |                                                                                 |                                                                                 |                                                                                 |                                                                                 |                                                                                 |                                                                                 |                                           |                                           |                                                                                               |                                           |  |  |                                                                                     |                                                                                     |                                                                                     |                                                                                     | 도나텔로 베르사스 (스탠드: 언더 월드) (출생: 1986년) (사망: 2012년 3월 19일)        | 도나텔로 베르사스 (스탠드: 언더 월드) (출생: 1986년) (사망: 2012년 3월 19일)        | 도나텔로 베르사스 (스탠드: 언더 월드) (출생: 1986년) (사망: 2012년 3월 19일) | 도나텔로 베르사스 (스탠드: 언더 월드) (출생: 1986년) (사망: 2012년 3월 19일) | 도나텔로 베르사스 (스탠드: 언더 월드) (출생: 1986년) (사망: 2012년 3월 19일) | 도나텔로 베르사스 (스탠드: 언더 월드) (출생: 1986년) (사망: 2012년 3월 19일) | 운가로 (스탠드: 보헤미안 랩소디) (출생: 1988년) |   |   |   |
|   |   |   |   |                                                                       |                                                                       |                                                                       |                                                                       | | | | | | |                                                                    |                                                                    |                                                                    |                                                                    |                                                                    |                                                                    |                                                                 |                                                                 |                                                                                 |                                                                                 |                                                                                 |                                                                                 |                                                                                 |                                                                                 |                                           |                                           |                                                                                               |                                           |  |  |                                                                                     |                                                                                     |                                                                                     |                                                                                     | 리키엘 (스탠드: 스카이 하이) (출생: 1988년)                                         |                                                                                     |                                                                              |                                                                              |                                                                              |                                                                              |                                                 |   |   |   |

### 《스틸 볼 런》의 세계
|  |  | 죠지 죠스타 1세 | 죠지 죠스타 1세 | 죠지 죠스타 1세                               | 죠지 죠스타 1세                               | 죠지 죠스타 1세                               | 죠지 죠스타 1세                               |                                               |                                               | ?                                                            | ?                                                            | ?                                                                                      | ?                                                                                      | ?                                                                                      | ?                                                                                      |                                                                                        |                                                                                        |                                                                                         |                                                                                         |                                                                                         |                                                                                         |                                                                                         |                                                                                         |                                                                             |                                                                             |                                                             |                                                             |                                                                        |                                                                        |                                                                        |                                                                        |                                                                        |                                                                        |                                                            |                                                            | | | | | | |                                                                              |                                                                              |                                                                              |                                                                              |                                                                              |                                                                              |                                                                            |                                                                            |                                                                                  |                                                                                  |                                                                                  |                                                                                  |                                                                                  |                                                                                  |                                                                |                                                                |  |  |
|  |  | 죠지 죠스타 1세 | 죠지 죠스타 1세 | 죠지 죠스타 1세                               | 죠지 죠스타 1세                               | 죠지 죠스타 1세                               | 죠지 죠스타 1세                               |                                               |                                               | ?                                                            | ?                                                            | ?                                                                                      | ?                                                                                      | ?                                                                                      | ?                                                                                      |                                                                                        |                                                                                        |                                                                                         |                                                                                         |                                                                                         |                                                                                         |                                                                                         |                                                                                         |                                                                             |                                                                             |                                                             |                                                             |                                                                        |                                                                        |                                                                        |                                                                        |                                                                        |                                                                        |                                                            |                                                            | | | | | | |                                                                              |                                                                              |                                                                              |                                                                              |                                                                              |                                                                              |                                                                            |                                                                            |                                                                                  |                                                                                  |                                                                                  |                                                                                  |                                                                                  |                                                                                  |                                                                |                                                                |  |  |
|  |  |                 |                 |                                               |                                               |                                               |                                               |                                               |                                               |                                                              |                                                              |                                                                                        |                                                                                        |                                                                                        |                                                                                        |                                                                                        |                                                                                        |                                                                                         |                                                                                         |                                                                                         |                                                                                         |                                                                                         |                                                                                         |                                                                             |                                                                             |                                                             |                                                             |                                                                        |                                                                        |                                                                        |                                                                        |                                                                        |                                                                        |                                                            |                                                            | | | | | | |                                                                              |                                                                              |                                                                              |                                                                              |                                                                              |                                                                              |                                                                            |                                                                            |                                                                                  |                                                                                  |                                                                                  |                                                                                  |                                                                                  |                                                                                  |                                                                |                                                                |  |  |
|  |  |                 |                 | 죠지 죠스타 2세                               | 죠지 죠스타 2세                               | 죠지 죠스타 2세                               | 죠지 죠스타 2세                               | 죠지 죠스타 2세                               | 죠지 죠스타 2세                               |                                                              |                                                              | 앤 죠스타                                                                              | 앤 죠스타                                                                              | 앤 죠스타                                                                              | 앤 죠스타                                                                              | 앤 죠스타                                                                              | 앤 죠스타                                                                              |                                                                                         |                                                                                         | 히가시카타 노리스케 1세 (히가시카타 노리스케) (출생: 1846년) (사망: 1931년)             | 히가시카타 노리스케 1세 (히가시카타 노리스케) (출생: 1846년) (사망: 1931년)             | 히가시카타 노리스케 1세 (히가시카타 노리스케) (출생: 1846년) (사망: 1931년)             | 히가시카타 노리스케 1세 (히가시카타 노리스케) (출생: 1846년) (사망: 1931년)             | 히가시카타 노리스케 1세 (히가시카타 노리스케) (출생: 1846년) (사망: 1931년) | 히가시카타 노리스케 1세 (히가시카타 노리스케) (출생: 1846년) (사망: 1931년) |                                                             |                                                             | 히가시카타 테루                                                        | 히가시카타 테루                                                        | 히가시카타 테루                                                        | 히가시카타 테루                                                        | 히가시카타 테루                                                        | 히가시카타 테루                                                        |                                                            |                                                            | | | | | | |                                                                              |                                                                              |                                                                              |                                                                              |                                                                              |                                                                              |                                                                            |                                                                            |                                                                                  |                                                                                  |                                                                                  |                                                                                  |                                                                                  |                                                                                  |                                                                |                                                                |  |  |
|  |  |                 |                 | 죠지 죠스타 2세                               | 죠지 죠스타 2세                               | 죠지 죠스타 2세                               | 죠지 죠스타 2세                               | 죠지 죠스타 2세                               | 죠지 죠스타 2세                               |                                                              |                                                              | 앤 죠스타                                                                              | 앤 죠스타                                                                              | 앤 죠스타                                                                              | 앤 죠스타                                                                              | 앤 죠스타                                                                              | 앤 죠스타                                                                              |                                                                                         |                                                                                         | 히가시카타 노리스케 1세 (히가시카타 노리스케) (출생: 1846년) (사망: 1931년)             | 히가시카타 노리스케 1세 (히가시카타 노리스케) (출생: 1846년) (사망: 1931년)             | 히가시카타 노리스케 1세 (히가시카타 노리스케) (출생: 1846년) (사망: 1931년)             | 히가시카타 노리스케 1세 (히가시카타 노리스케) (출생: 1846년) (사망: 1931년)             | 히가시카타 노리스케 1세 (히가시카타 노리스케) (출생: 1846년) (사망: 1931년) | 히가시카타 노리스케 1세 (히가시카타 노리스케) (출생: 1846년) (사망: 1931년) |                                                             |                                                             | 히가시카타 테루                                                        | 히가시카타 테루                                                        | 히가시카타 테루                                                        | 히가시카타 테루                                                        | 히가시카타 테루                                                        | 히가시카타 테루                                                        |                                                            |                                                            | | | | | | |                                                                              |                                                                              |                                                                              |                                                                              |                                                                              |                                                                              |                                                                            |                                                                            |                                                                                  |                                                                                  |                                                                                  |                                                                                  |                                                                                  |                                                                                  |                                                                |                                                                |  |  |
|  |  |                 |                 |                                               |                                               |                                               |                                               |                                               |                                               |                                                              |                                                              |                                                                                        |                                                                                        |                                                                                        |                                                                                        |                                                                                        |                                                                                        |                                                                                         |                                                                                         |                                                                                         |                                                                                         |                                                                                         |                                                                                         |                                                                             |                                                                             |                                                             |                                                             |                                                                        |                                                                        |                                                                        |                                                                        |                                                                        |                                                                        |                                                            |                                                            | | | | | | |                                                                              |                                                                              |                                                                              |                                                                              |                                                                              |                                                                              |                                                                            |                                                                            |                                                                                  |                                                                                  |                                                                                  |                                                                                  |                                                                                  |                                                                                  |                                                                |                                                                |  |  |
|  |  |                 |                 |                                               |                                               |                                               |                                               |                                               |                                               |                                                              |                                                              |                                                                                        |                                                                                        |                                                                                        |                                                                                        |                                                                                        |                                                                                        |                                                                                         |                                                                                         |                                                                                         |                                                                                         |                                                                                         |                                                                                         |                                                                             |                                                                             |                                                             |                                                             |                                                                        |                                                                        |                                                                        |                                                                        |                                                                        |                                                                        |                                                            |                                                            | | | | | | |                                                                              |                                                                              |                                                                              |                                                                              |                                                                              |                                                                              |                                                                            |                                                                            |                                                                                  |                                                                                  |                                                                                  |                                                                                  |                                                                                  |                                                                                  |                                                                |                                                                |  |  |
|  |  |                 |                 | 니콜라스 죠스타 (출생: 1867년) (사망: 1881년) | 니콜라스 죠스타 (출생: 1867년) (사망: 1881년) | 니콜라스 죠스타 (출생: 1867년) (사망: 1881년) | 니콜라스 죠스타 (출생: 1867년) (사망: 1881년) | 니콜라스 죠스타 (출생: 1867년) (사망: 1881년) | 니콜라스 죠스타 (출생: 1867년) (사망: 1881년) |                                                              |                                                              | 죠니 죠스타78 (죠나단 죠스타) (스탠드: 터스크) (출생: 1872년) (사망: 1901년 11월 11일) | 죠니 죠스타78 (죠나단 죠스타) (스탠드: 터스크) (출생: 1872년) (사망: 1901년 11월 11일) | 죠니 죠스타78 (죠나단 죠스타) (스탠드: 터스크) (출생: 1872년) (사망: 1901년 11월 11일) | 죠니 죠스타78 (죠나단 죠스타) (스탠드: 터스크) (출생: 1872년) (사망: 1901년 11월 11일) | 죠니 죠스타78 (죠나단 죠스타) (스탠드: 터스크) (출생: 1872년) (사망: 1901년 11월 11일) | 죠니 죠스타78 (죠나단 죠스타) (스탠드: 터스크) (출생: 1872년) (사망: 1901년 11월 11일) |                                                                                         |                                                                                         | 히가시카타 리나 (출생: 1874년)                                                          | 히가시카타 리나 (출생: 1874년)                                                          | 히가시카타 리나 (출생: 1874년)                                                          | 히가시카타 리나 (출생: 1874년)                                                          | 히가시카타 리나 (출생: 1874년)                                              | 히가시카타 리나 (출생: 1874년)                                              |                                                             |                                                             |                                                                        |                                                                        |                                                                        |                                                                        |                                                                        |                                                                        | 히가시카타 노리스케 2세 (히가시카타 죠헤이) (출생: 1872년) | 히가시카타 노리스케 2세 (히가시카타 죠헤이) (출생: 1872년) | 히가시카타 노리스케 2세 (히가시카타 죠헤이) (출생: 1872년)                                                                        | 히가시카타 노리스케 2세 (히가시카타 죠헤이) (출생: 1872년)                                                                        | 히가시카타 노리스케 2세 (히가시카타 죠헤이) (출생: 1872년)                                                                        | 히가시카타 노리스케 2세 (히가시카타 죠헤이) (출생: 1872년)                                                                        | | | 히가시카타 토요코                                                            | 히가시카타 토요코                                                            | 히가시카타 토요코                                                            | 히가시카타 토요코                                                            | 히가시카타 토요코                                                            | 히가시카타 토요코                                                            |                                                                            |                                                                            |                                                                                  |                                                                                  |                                                                                  |                                                                                  |                                                                                  |                                                                                  |                                                                |                                                                |  |  |
|  |  |                 |                 | 니콜라스 죠스타 (출생: 1867년) (사망: 1881년) | 니콜라스 죠스타 (출생: 1867년) (사망: 1881년) | 니콜라스 죠스타 (출생: 1867년) (사망: 1881년) | 니콜라스 죠스타 (출생: 1867년) (사망: 1881년) | 니콜라스 죠스타 (출생: 1867년) (사망: 1881년) | 니콜라스 죠스타 (출생: 1867년) (사망: 1881년) |                                                              |                                                              | 죠니 죠스타78 (죠나단 죠스타) (스탠드: 터스크) (출생: 1872년) (사망: 1901년 11월 11일) | 죠니 죠스타78 (죠나단 죠스타) (스탠드: 터스크) (출생: 1872년) (사망: 1901년 11월 11일) | 죠니 죠스타78 (죠나단 죠스타) (스탠드: 터스크) (출생: 1872년) (사망: 1901년 11월 11일) | 죠니 죠스타78 (죠나단 죠스타) (스탠드: 터스크) (출생: 1872년) (사망: 1901년 11월 11일) | 죠니 죠스타78 (죠나단 죠스타) (스탠드: 터스크) (출생: 1872년) (사망: 1901년 11월 11일) | 죠니 죠스타78 (죠나단 죠스타) (스탠드: 터스크) (출생: 1872년) (사망: 1901년 11월 11일) |                                                                                         |                                                                                         | 히가시카타 리나 (출생: 1874년)                                                          | 히가시카타 리나 (출생: 1874년)                                                          | 히가시카타 리나 (출생: 1874년)                                                          | 히가시카타 리나 (출생: 1874년)                                                          | 히가시카타 리나 (출생: 1874년)                                              | 히가시카타 리나 (출생: 1874년)                                              |                                                             |                                                             |                                                                        |                                                                        |                                                                        |                                                                        |                                                                        |                                                                        | 히가시카타 노리스케 2세 (히가시카타 죠헤이) (출생: 1872년) | 히가시카타 노리스케 2세 (히가시카타 죠헤이) (출생: 1872년) | 히가시카타 노리스케 2세 (히가시카타 죠헤이) (출생: 1872년)                                                                        | 히가시카타 노리스케 2세 (히가시카타 죠헤이) (출생: 1872년)                                                                        | 히가시카타 노리스케 2세 (히가시카타 죠헤이) (출생: 1872년)                                                                        | 히가시카타 노리스케 2세 (히가시카타 죠헤이) (출생: 1872년)                                                                        | | | 히가시카타 토요코                                                            | 히가시카타 토요코                                                            | 히가시카타 토요코                                                            | 히가시카타 토요코                                                            | 히가시카타 토요코                                                            | 히가시카타 토요코                                                            |                                                                            |                                                                            |                                                                                  |                                                                                  |                                                                                  |                                                                                  |                                                                                  |                                                                                  |                                                                |                                                                |  |  |
|  |  |                 |                 |                                               |                                               |                                               |                                               |                                               |                                               |                                                              |                                                              |                                                                                        |                                                                                        |                                                                                        |                                                                                        |                                                                                        |                                                                                        |                                                                                         |                                                                                         |                                                                                         |                                                                                         |                                                                                         |                                                                                         |                                                                             |                                                                             |                                                             |                                                             |                                                                        |                                                                        |                                                                        |                                                                        |                                                                        |                                                                        |                                                            |                                                            | | | | | | |                                                                              |                                                                              |                                                                              |                                                                              |                                                                              |                                                                              |                                                                            |                                                                            |                                                                                  |                                                                                  |                                                                                  |                                                                                  |                                                                                  |                                                                                  |                                                                |                                                                |  |  |
|  |  |                 |                 |                                               |                                               |                                               |                                               |                                               |                                               |                                                              |                                                              |                                                                                        |                                                                                        |                                                                                        |                                                                                        | 죠지 죠스타 3세 (출생: 1898년)                                                         | 죠지 죠스타 3세 (출생: 1898년)                                                         | 죠지 죠스타 3세 (출생: 1898년)                                                          | 죠지 죠스타 3세 (출생: 1898년)                                                          | 죠지 죠스타 3세 (출생: 1898년)                                                          | 죠지 죠스타 3세 (출생: 1898년)                                                          |                                                                                         |                                                                                         | 엘리자베스 죠스타                                                           | 엘리자베스 죠스타                                                           | 엘리자베스 죠스타                                           | 엘리자베스 죠스타                                           | 엘리자베스 죠스타                                                      | 엘리자베스 죠스타                                                      |                                                                        |                                                                        |                                                                        |                                                                        |                                                            |                                                            | | | | | | |                                                                              |                                                                              |                                                                              |                                                                              |                                                                              |                                                                              |                                                                            |                                                                            |                                                                                  |                                                                                  |                                                                                  |                                                                                  |                                                                                  |                                                                                  |                                                                |                                                                |  |  |
|  |  |                 |                 |                                               |                                               |                                               |                                               |                                               |                                               |                                                              |                                                              |                                                                                        |                                                                                        |                                                                                        |                                                                                        | 죠지 죠스타 3세 (출생: 1898년)                                                         | 죠지 죠스타 3세 (출생: 1898년)                                                         | 죠지 죠스타 3세 (출생: 1898년)                                                          | 죠지 죠스타 3세 (출생: 1898년)                                                          | 죠지 죠스타 3세 (출생: 1898년)                                                          | 죠지 죠스타 3세 (출생: 1898년)                                                          |                                                                                         |                                                                                         | 엘리자베스 죠스타                                                           | 엘리자베스 죠스타                                                           | 엘리자베스 죠스타                                           | 엘리자베스 죠스타                                           | 엘리자베스 죠스타                                                      | 엘리자베스 죠스타                                                      |                                                                        |                                                                        |                                                                        |                                                                        |                                                            |                                                            | | | | | | |                                                                              |                                                                              |                                                                              |                                                                              |                                                                              |                                                                              |                                                                            |                                                                            |                                                                                  |                                                                                  |                                                                                  |                                                                                  |                                                                                  |                                                                                  |                                                                |                                                                |  |  |
|  |  |                 |                 |                                               |                                               |                                               |                                               |                                               |                                               |                                                              |                                                              |                                                                                        |                                                                                        |                                                                                        |                                                                                        |                                                                                        |                                                                                        |                                                                                         |                                                                                         |                                                                                         |                                                                                         |                                                                                         |                                                                                         |                                                                             |                                                                             |                                                             |                                                             |                                                                        |                                                                        |                                                                        |                                                                        |                                                                        |                                                                        |                                                            |                                                            | | | | | | |                                                                              |                                                                              |                                                                              |                                                                              |                                                                              |                                                                              |                                                                            |                                                                            |                                                                                  |                                                                                  |                                                                                  |                                                                                  |                                                                                  |                                                                                  |                                                                |                                                                |  |  |
|  |  |                 |                 |                                               |                                               |                                               |                                               |                                               |                                               |                                                              |                                                              |                                                                                        |                                                                                        |                                                                                        |                                                                                        |                                                                                        |                                                                                        |                                                                                         |                                                                                         | 죠셉 죠스타 (스탠드: ???) (출생: 1924년)                                                | 죠셉 죠스타 (스탠드: ???) (출생: 1924년)                                                | 죠셉 죠스타 (스탠드: ???) (출생: 1924년)                                                | 죠셉 죠스타 (스탠드: ???) (출생: 1924년)                                                | 죠셉 죠스타 (스탠드: ???) (출생: 1924년)                                    | 죠셉 죠스타 (스탠드: ???) (출생: 1924년)                                    |                                                             |                                                             | 수지Q 죠스타                                                           | 수지Q 죠스타                                                           | 수지Q 죠스타                                                           | 수지Q 죠스타                                                           | 수지Q 죠스타                                                           | 수지Q 죠스타                                                           |                                                            |                                                            | 히가시카타 노리스케 3세 (히가시카타 죠쇼) (출생: 1908년)                                                                          | 히가시카타 노리스케 3세 (히가시카타 죠쇼) (출생: 1908년)                                                                          | 히가시카타 노리스케 3세 (히가시카타 죠쇼) (출생: 1908년)                                                                          | 히가시카타 노리스케 3세 (히가시카타 죠쇼) (출생: 1908년)                                                                          | 히가시카타 노리스케 3세 (히가시카타 죠쇼) (출생: 1908년)                                                                          | 히가시카타 노리스케 3세 (히가시카타 죠쇼) (출생: 1908년)                                                                          |                                                                              |                                                                              | 히가시카타 토모코 (사망: 1963년)                                             | 히가시카타 토모코 (사망: 1963년)                                             | 히가시카타 토모코 (사망: 1963년)                                             | 히가시카타 토모코 (사망: 1963년)                                             | 히가시카타 토모코 (사망: 1963년)                                           | 히가시카타 토모코 (사망: 1963년)                                           |                                                                                  |                                                                                  |                                                                                  |                                                                                  |                                                                                  |                                                                                  |                                                                |                                                                |  |  |
|  |  |                 |                 |                                               |                                               |                                               |                                               |                                               |                                               |                                                              |                                                              |                                                                                        |                                                                                        |                                                                                        |                                                                                        |                                                                                        |                                                                                        |                                                                                         |                                                                                         | 죠셉 죠스타 (스탠드: ???) (출생: 1924년)                                                | 죠셉 죠스타 (스탠드: ???) (출생: 1924년)                                                | 죠셉 죠스타 (스탠드: ???) (출생: 1924년)                                                | 죠셉 죠스타 (스탠드: ???) (출생: 1924년)                                                | 죠셉 죠스타 (스탠드: ???) (출생: 1924년)                                    | 죠셉 죠스타 (스탠드: ???) (출생: 1924년)                                    |                                                             |                                                             | 수지Q 죠스타                                                           | 수지Q 죠스타                                                           | 수지Q 죠스타                                                           | 수지Q 죠스타                                                           | 수지Q 죠스타                                                           | 수지Q 죠스타                                                           |                                                            |                                                            | 히가시카타 노리스케 3세 (히가시카타 죠쇼) (출생: 1908년)                                                                          | 히가시카타 노리스케 3세 (히가시카타 죠쇼) (출생: 1908년)                                                                          | 히가시카타 노리스케 3세 (히가시카타 죠쇼) (출생: 1908년)                                                                          | 히가시카타 노리스케 3세 (히가시카타 죠쇼) (출생: 1908년)                                                                          | 히가시카타 노리스케 3세 (히가시카타 죠쇼) (출생: 1908년)                                                                          | 히가시카타 노리스케 3세 (히가시카타 죠쇼) (출생: 1908년)                                                                          |                                                                              |                                                                              | 히가시카타 토모코 (사망: 1963년)                                             | 히가시카타 토모코 (사망: 1963년)                                             | 히가시카타 토모코 (사망: 1963년)                                             | 히가시카타 토모코 (사망: 1963년)                                             | 히가시카타 토모코 (사망: 1963년)                                           | 히가시카타 토모코 (사망: 1963년)                                           |                                                                                  |                                                                                  |                                                                                  |                                                                                  |                                                                                  |                                                                                  |                                                                |                                                                |  |  |
|  |  |                 |                 |                                               |                                               |                                               |                                               |                                               |                                               |                                                              |                                                              |                                                                                        |                                                                                        |                                                                                        |                                                                                        |                                                                                        |                                                                                        |                                                                                         |                                                                                         |                                                                                         |                                                                                         |                                                                                         |                                                                                         |                                                                             |                                                                             |                                                             |                                                             |                                                                        |                                                                        |                                                                        |                                                                        |                                                                        |                                                                        |                                                            |                                                            | | | | | | |                                                                              |                                                                              |                                                                              |                                                                              |                                                                              |                                                                              |                                                                            |                                                                            |                                                                                  |                                                                                  |                                                                                  |                                                                                  |                                                                                  |                                                                                  |                                                                |                                                                |  |  |
|  |  |                 |                 |                                               |                                               |                                               |                                               |                                               |                                               |                                                              |                                                              |                                                                                        |                                                                                        |                                                                                        |                                                                                        |                                                                                        |                                                                                        |                                                                                         |                                                                                         |                                                                                         |                                                                                         |                                                                                         |                                                                                         |                                                                             |                                                                             |                                                             |                                                             |                                                                        |                                                                        |                                                                        |                                                                        |                                                                        |                                                                        |                                                            |                                                            | | | | | | |                                                                              |                                                                              |                                                                              |                                                                              |                                                                              |                                                                              |                                                                            |                                                                            |                                                                                  |                                                                                  |                                                                                  |                                                                                  |                                                                                  |                                                                                  |                                                                |                                                                |  |  |
|  |  |                 |                 |                                               |                                               |                                               |                                               |                                               |                                               |                                                              |                                                              |                                                                                        |                                                                                        |                                                                                        |                                                                                        |                                                                                        |                                                                                        |                                                                                         |                                                                                         |                                                                                         |                                                                                         |                                                                                         |                                                                                         |                                                                             |                                                                             |                                                             |                                                             |                                                                        |                                                                        |                                                                        |                                                                        |                                                                        |                                                                        |                                                            |                                                            | | | | | | |                                                                              |                                                                              |                                                                              |                                                                              |                                                                              |                                                                              |                                                                            |                                                                            |                                                                                  |                                                                                  |                                                                                  |                                                                                  |                                                                                  |                                                                                  |                                                                |                                                                |  |  |
|  |  |                 |                 |                                               |                                               |                                               |                                               |                                               |                                               | ?                                                            | ?                                                            | ?                                                                                      | ?                                                                                      | ?                                                                                      | ?                                                                                      |                                                                                        |                                                                                        | 바바라 앤 죠스타                                                                        | 바바라 앤 죠스타                                                                        | 바바라 앤 죠스타                                                                        | 바바라 앤 죠스타                                                                        | 바바라 앤 죠스타                                                                        | 바바라 앤 죠스타                                                                        |                                                                             |                                                                             | 키라 홀리 죠스타 (홀리 죠스타) (스탠드: ???) (출생: 1959년) | 키라 홀리 죠스타 (홀리 죠스타) (스탠드: ???) (출생: 1959년) | 키라 홀리 죠스타 (홀리 죠스타) (스탠드: ???) (출생: 1959년)            | 키라 홀리 죠스타 (홀리 죠스타) (스탠드: ???) (출생: 1959년)            | 키라 홀리 죠스타 (홀리 죠스타) (스탠드: ???) (출생: 1959년)            | 키라 홀리 죠스타 (홀리 죠스타) (스탠드: ???) (출생: 1959년)            |                                                                        |                                                                        | 키라 요시테루 (출생: 1945년) (사망: 1991년)                | 키라 요시테루 (출생: 1945년) (사망: 1991년)                | 키라 요시테루 (출생: 1945년) (사망: 1991년)                                                                                       | 키라 요시테루 (출생: 1945년) (사망: 1991년)                                                                                       | 키라 요시테루 (출생: 1945년) (사망: 1991년)                                                                                       | 키라 요시테루 (출생: 1945년) (사망: 1991년)                                                                                       | | | 히가시카타 노리스케 4세 (히가시카타 죠스케) (스탠드: 킹 너싱) (출생: 1952년) | 히가시카타 노리스케 4세 (히가시카타 죠스케) (스탠드: 킹 너싱) (출생: 1952년) | 히가시카타 노리스케 4세 (히가시카타 죠스케) (스탠드: 킹 너싱) (출생: 1952년) | 히가시카타 노리스케 4세 (히가시카타 죠스케) (스탠드: 킹 너싱) (출생: 1952년) | 히가시카타 노리스케 4세 (히가시카타 죠스케) (스탠드: 킹 너싱) (출생: 1952년) | 히가시카타 노리스케 4세 (히가시카타 죠스케) (스탠드: 킹 너싱) (출생: 1952년) |                                                                            |                                                                            | 히가시카타 카토 (스탠드: 스페이스 트러킹) (출생: 1959년) (사망: 2011년 9월 25일) | 히가시카타 카토 (스탠드: 스페이스 트러킹) (출생: 1959년) (사망: 2011년 9월 25일) | 히가시카타 카토 (스탠드: 스페이스 트러킹) (출생: 1959년) (사망: 2011년 9월 25일) | 히가시카타 카토 (스탠드: 스페이스 트러킹) (출생: 1959년) (사망: 2011년 9월 25일) | 히가시카타 카토 (스탠드: 스페이스 트러킹) (출생: 1959년) (사망: 2011년 9월 25일) | 히가시카타 카토 (스탠드: 스페이스 트러킹) (출생: 1959년) (사망: 2011년 9월 25일) |                                                                |                                                                |  |  |
|  |  |                 |                 |                                               |                                               |                                               |                                               |                                               |                                               | ?                                                            | ?                                                            | ?                                                                                      | ?                                                                                      | ?                                                                                      | ?                                                                                      |                                                                                        |                                                                                        | 바바라 앤 죠스타                                                                        | 바바라 앤 죠스타                                                                        | 바바라 앤 죠스타                                                                        | 바바라 앤 죠스타                                                                        | 바바라 앤 죠스타                                                                        | 바바라 앤 죠스타                                                                        |                                                                             |                                                                             | 키라 홀리 죠스타 (홀리 죠스타) (스탠드: ???) (출생: 1959년) | 키라 홀리 죠스타 (홀리 죠스타) (스탠드: ???) (출생: 1959년) | 키라 홀리 죠스타 (홀리 죠스타) (스탠드: ???) (출생: 1959년)            | 키라 홀리 죠스타 (홀리 죠스타) (스탠드: ???) (출생: 1959년)            | 키라 홀리 죠스타 (홀리 죠스타) (스탠드: ???) (출생: 1959년)            | 키라 홀리 죠스타 (홀리 죠스타) (스탠드: ???) (출생: 1959년)            |                                                                        |                                                                        | 키라 요시테루 (출생: 1945년) (사망: 1991년)                | 키라 요시테루 (출생: 1945년) (사망: 1991년)                | 키라 요시테루 (출생: 1945년) (사망: 1991년)                                                                                       | 키라 요시테루 (출생: 1945년) (사망: 1991년)                                                                                       | 키라 요시테루 (출생: 1945년) (사망: 1991년)                                                                                       | 키라 요시테루 (출생: 1945년) (사망: 1991년)                                                                                       | | | 히가시카타 노리스케 4세 (히가시카타 죠스케) (스탠드: 킹 너싱) (출생: 1952년) | 히가시카타 노리스케 4세 (히가시카타 죠스케) (스탠드: 킹 너싱) (출생: 1952년) | 히가시카타 노리스케 4세 (히가시카타 죠스케) (스탠드: 킹 너싱) (출생: 1952년) | 히가시카타 노리스케 4세 (히가시카타 죠스케) (스탠드: 킹 너싱) (출생: 1952년) | 히가시카타 노리스케 4세 (히가시카타 죠스케) (스탠드: 킹 너싱) (출생: 1952년) | 히가시카타 노리스케 4세 (히가시카타 죠스케) (스탠드: 킹 너싱) (출생: 1952년) |                                                                            |                                                                            | 히가시카타 카토 (스탠드: 스페이스 트러킹) (출생: 1959년) (사망: 2011년 9월 25일) | 히가시카타 카토 (스탠드: 스페이스 트러킹) (출생: 1959년) (사망: 2011년 9월 25일) | 히가시카타 카토 (스탠드: 스페이스 트러킹) (출생: 1959년) (사망: 2011년 9월 25일) | 히가시카타 카토 (스탠드: 스페이스 트러킹) (출생: 1959년) (사망: 2011년 9월 25일) | 히가시카타 카토 (스탠드: 스페이스 트러킹) (출생: 1959년) (사망: 2011년 9월 25일) | 히가시카타 카토 (스탠드: 스페이스 트러킹) (출생: 1959년) (사망: 2011년 9월 25일) |                                                                |                                                                |  |  |
|  |  |                 |                 |                                               |                                               |                                               |                                               |                                               |                                               |                                                              |                                                              |                                                                                        |                                                                                        |                                                                                        |                                                                                        |                                                                                        |                                                                                        |                                                                                         |                                                                                         |                                                                                         |                                                                                         |                                                                                         |                                                                                         |                                                                             |                                                                             |                                                             |                                                             |                                                                        |                                                                        |                                                                        |                                                                        |                                                                        |                                                                        |                                                            |                                                            | | | | | | |                                                                              |                                                                              |                                                                              |                                                                              |                                                                              |                                                                              |                                                                            |                                                                            |                                                                                  |                                                                                  |                                                                                  |                                                                                  |                                                                                  |                                                                                  |                                                                |                                                                |  |  |
|  |  |                 |                 |                                               |                                               |                                               |                                               |                                               |                                               |                                                              |                                                              |                                                                                        |                                                                                        |                                                                                        |                                                                                        |                                                                                        |                                                                                        |                                                                                         |                                                                                         |                                                                                         |                                                                                         |                                                                                         |                                                                                         |                                                                             |                                                                             |                                                             |                                                             |                                                                        |                                                                        |                                                                        |                                                                        |                                                                        |                                                                        |                                                            |                                                            | | | | | | |                                                                              |                                                                              |                                                                              |                                                                              |                                                                              |                                                                              |                                                                            |                                                                            |                                                                                  |                                                                                  |                                                                                  |                                                                                  |                                                                                  |                                                                                  |                                                                |                                                                |  |  |
|  |  |                 |                 |                                               |                                               |                                               |                                               |                                               |                                               |                                                              |                                                              |                                                                                        |                                                                                        |                                                                                        |                                                                                        |                                                                                        |                                                                                        | 니지무라 케이 (키라 케이) (스탠드: 본 디스 웨이) (출생: 1989년) (사망: 2011년 9월 25일) | 니지무라 케이 (키라 케이) (스탠드: 본 디스 웨이) (출생: 1989년) (사망: 2011년 9월 25일) | 니지무라 케이 (키라 케이) (스탠드: 본 디스 웨이) (출생: 1989년) (사망: 2011년 9월 25일) | 니지무라 케이 (키라 케이) (스탠드: 본 디스 웨이) (출생: 1989년) (사망: 2011년 9월 25일) | 니지무라 케이 (키라 케이) (스탠드: 본 디스 웨이) (출생: 1989년) (사망: 2011년 9월 25일) | 니지무라 케이 (키라 케이) (스탠드: 본 디스 웨이) (출생: 1989년) (사망: 2011년 9월 25일) |                                                                             |                                                                             |                                                             |                                                             | 키라 요시카게 (스탠드: 킬러 퀸) (출생: 1982년) (사망: 2011년 8월 19일) | 키라 요시카게 (스탠드: 킬러 퀸) (출생: 1982년) (사망: 2011년 8월 19일) | 키라 요시카게 (스탠드: 킬러 퀸) (출생: 1982년) (사망: 2011년 8월 19일) | 키라 요시카게 (스탠드: 킬러 퀸) (출생: 1982년) (사망: 2011년 8월 19일) | 키라 요시카게 (스탠드: 킬러 퀸) (출생: 1982년) (사망: 2011년 8월 19일) | 키라 요시카게 (스탠드: 킬러 퀸) (출생: 1982년) (사망: 2011년 8월 19일) |                                                            |                                                            | 히가시카타 죠스케8 (쿠죠 죠세후미 + 키라 요시카게) (스탠드: 소프트&웨트 → 소프트&웨트 고 비욘드) (생일: 2011년 8월 19일) （양자） | 히가시카타 죠스케8 (쿠죠 죠세후미 + 키라 요시카게) (스탠드: 소프트&웨트 → 소프트&웨트 고 비욘드) (생일: 2011년 8월 19일) （양자） | 히가시카타 죠스케8 (쿠죠 죠세후미 + 키라 요시카게) (스탠드: 소프트&웨트 → 소프트&웨트 고 비욘드) (생일: 2011년 8월 19일) （양자） | 히가시카타 죠스케8 (쿠죠 죠세후미 + 키라 요시카게) (스탠드: 소프트&웨트 → 소프트&웨트 고 비욘드) (생일: 2011년 8월 19일) （양자） | 히가시카타 죠스케8 (쿠죠 죠세후미 + 키라 요시카게) (스탠드: 소프트&웨트 → 소프트&웨트 고 비욘드) (생일: 2011년 8월 19일) （양자） | 히가시카타 죠스케8 (쿠죠 죠세후미 + 키라 요시카게) (스탠드: 소프트&웨트 → 소프트&웨트 고 비욘드) (생일: 2011년 8월 19일) （양자） |                                                                              |                                                                              | 히가시카타 죠빈 (스탠드: 스피드 킹) (출생: 1979년) (사망: 2011년 9월 25일)   | 히가시카타 죠빈 (스탠드: 스피드 킹) (출생: 1979년) (사망: 2011년 9월 25일)   | 히가시카타 죠빈 (스탠드: 스피드 킹) (출생: 1979년) (사망: 2011년 9월 25일)   | 히가시카타 죠빈 (스탠드: 스피드 킹) (출생: 1979년) (사망: 2011년 9월 25일)   | 히가시카타 죠빈 (스탠드: 스피드 킹) (출생: 1979년) (사망: 2011년 9월 25일) | 히가시카타 죠빈 (스탠드: 스피드 킹) (출생: 1979년) (사망: 2011년 9월 25일) |                                                                                  |                                                                                  | 히가시카타 미츠바 (스탠드: 어웨이킹 III 리브스) (출생: 1980년)                   | 히가시카타 미츠바 (스탠드: 어웨이킹 III 리브스) (출생: 1980년)                   | 히가시카타 미츠바 (스탠드: 어웨이킹 III 리브스) (출생: 1980년)                   | 히가시카타 미츠바 (스탠드: 어웨이킹 III 리브스) (출생: 1980년)                   | 히가시카타 미츠바 (스탠드: 어웨이킹 III 리브스) (출생: 1980년) | 히가시카타 미츠바 (스탠드: 어웨이킹 III 리브스) (출생: 1980년) |  |  |
|  |  |                 |                 |                                               |                                               |                                               |                                               |                                               |                                               |                                                              |                                                              |                                                                                        |                                                                                        |                                                                                        |                                                                                        |                                                                                        |                                                                                        | 니지무라 케이 (키라 케이) (스탠드: 본 디스 웨이) (출생: 1989년) (사망: 2011년 9월 25일) | 니지무라 케이 (키라 케이) (스탠드: 본 디스 웨이) (출생: 1989년) (사망: 2011년 9월 25일) | 니지무라 케이 (키라 케이) (스탠드: 본 디스 웨이) (출생: 1989년) (사망: 2011년 9월 25일) | 니지무라 케이 (키라 케이) (스탠드: 본 디스 웨이) (출생: 1989년) (사망: 2011년 9월 25일) | 니지무라 케이 (키라 케이) (스탠드: 본 디스 웨이) (출생: 1989년) (사망: 2011년 9월 25일) | 니지무라 케이 (키라 케이) (스탠드: 본 디스 웨이) (출생: 1989년) (사망: 2011년 9월 25일) |                                                                             |                                                                             |                                                             |                                                             | 키라 요시카게 (스탠드: 킬러 퀸) (출생: 1982년) (사망: 2011년 8월 19일) | 키라 요시카게 (스탠드: 킬러 퀸) (출생: 1982년) (사망: 2011년 8월 19일) | 키라 요시카게 (스탠드: 킬러 퀸) (출생: 1982년) (사망: 2011년 8월 19일) | 키라 요시카게 (스탠드: 킬러 퀸) (출생: 1982년) (사망: 2011년 8월 19일) | 키라 요시카게 (스탠드: 킬러 퀸) (출생: 1982년) (사망: 2011년 8월 19일) | 키라 요시카게 (스탠드: 킬러 퀸) (출생: 1982년) (사망: 2011년 8월 19일) |                                                            |                                                            | 히가시카타 죠스케8 (쿠죠 죠세후미 + 키라 요시카게) (스탠드: 소프트&웨트 → 소프트&웨트 고 비욘드) (생일: 2011년 8월 19일) （양자） | 히가시카타 죠스케8 (쿠죠 죠세후미 + 키라 요시카게) (스탠드: 소프트&웨트 → 소프트&웨트 고 비욘드) (생일: 2011년 8월 19일) （양자） | 히가시카타 죠스케8 (쿠죠 죠세후미 + 키라 요시카게) (스탠드: 소프트&웨트 → 소프트&웨트 고 비욘드) (생일: 2011년 8월 19일) （양자） | 히가시카타 죠스케8 (쿠죠 죠세후미 + 키라 요시카게) (스탠드: 소프트&웨트 → 소프트&웨트 고 비욘드) (생일: 2011년 8월 19일) （양자） | 히가시카타 죠스케8 (쿠죠 죠세후미 + 키라 요시카게) (스탠드: 소프트&웨트 → 소프트&웨트 고 비욘드) (생일: 2011년 8월 19일) （양자） | 히가시카타 죠스케8 (쿠죠 죠세후미 + 키라 요시카게) (스탠드: 소프트&웨트 → 소프트&웨트 고 비욘드) (생일: 2011년 8월 19일) （양자） |                                                                              |                                                                              | 히가시카타 죠빈 (스탠드: 스피드 킹) (출생: 1979년) (사망: 2011년 9월 25일)   | 히가시카타 죠빈 (스탠드: 스피드 킹) (출생: 1979년) (사망: 2011년 9월 25일)   | 히가시카타 죠빈 (스탠드: 스피드 킹) (출생: 1979년) (사망: 2011년 9월 25일)   | 히가시카타 죠빈 (스탠드: 스피드 킹) (출생: 1979년) (사망: 2011년 9월 25일)   | 히가시카타 죠빈 (스탠드: 스피드 킹) (출생: 1979년) (사망: 2011년 9월 25일) | 히가시카타 죠빈 (스탠드: 스피드 킹) (출생: 1979년) (사망: 2011년 9월 25일) |                                                                                  |                                                                                  | 히가시카타 미츠바 (스탠드: 어웨이킹 III 리브스) (출생: 1980년)                   | 히가시카타 미츠바 (스탠드: 어웨이킹 III 리브스) (출생: 1980년)                   | 히가시카타 미츠바 (스탠드: 어웨이킹 III 리브스) (출생: 1980년)                   | 히가시카타 미츠바 (스탠드: 어웨이킹 III 리브스) (출생: 1980년)                   | 히가시카타 미츠바 (스탠드: 어웨이킹 III 리브스) (출생: 1980년) | 히가시카타 미츠바 (스탠드: 어웨이킹 III 리브스) (출생: 1980년) |  |  |
|  |  |                 |                 |                                               |                                               |                                               |                                               |                                               |                                               |                                                              |                                                              |                                                                                        |                                                                                        |                                                                                        |                                                                                        |                                                                                        |                                                                                        |                                                                                         |                                                                                         |                                                                                         |                                                                                         |                                                                                         |                                                                                         |                                                                             |                                                                             |                                                             |                                                             |                                                                        |                                                                        |                                                                        |                                                                        |                                                                        |                                                                        |                                                            |                                                            | | | | | | |                                                                              |                                                                              | 히가시카타 하토 (스탠드: 워킹 하트) (출생: 1987년)                           |                                                                              |                                                                              |                                                                              |                                                                            |                                                                            |                                                                                  |                                                                                  |                                                                                  |                                                                                  |                                                                                  |                                                                                  |                                                                |                                                                |  |  |
|  |  |                 |                 |                                               |                                               |                                               |                                               |                                               |                                               |                                                              |                                                              |                                                                                        |                                                                                        |                                                                                        |                                                                                        |                                                                                        |                                                                                        |                                                                                         |                                                                                         |                                                                                         |                                                                                         |                                                                                         |                                                                                         |                                                                             |                                                                             |                                                             |                                                             |                                                                        |                                                                        |                                                                        |                                                                        |                                                                        |                                                                        |                                                            |                                                            | | | | | | |                                                                              |                                                                              | 히가시카타 죠슈 (스탠드: 너트 킹 콜) (출생: 1992년)                          |                                                                              |                                                                              |                                                                              |                                                                            |                                                                            |                                                                                  |                                                                                  |                                                                                  |                                                                                  |                                                                                  |                                                                                  |                                                                |                                                                |  |  |
|  |  |                 |                 |                                               |                                               |                                               |                                               |                                               |                                               |                                                              |                                                              |                                                                                        |                                                                                        |                                                                                        |                                                                                        |                                                                                        |                                                                                        |                                                                                         |                                                                                         |                                                                                         |                                                                                         |                                                                                         |                                                                                         |                                                                             |                                                                             |                                                             |                                                             |                                                                        |                                                                        |                                                                        |                                                                        |                                                                        |                                                                        |                                                            |                                                            | | | | | | |                                                                              |                                                                              | 히가시카타 다이야 (스탠드: 캘리포니아 킹 베드) (출생: 1995년)                |                                                                              |                                                                              |                                                                              |                                                                            |                                                                            |                                                                                  |                                                                                  |                                                                                  |                                                                                  |                                                                                  |                                                                                  |                                                                |                                                                |  |  |
|  |  |                 |                 |                                               |                                               |                                               |                                               |                                               |                                               |                                                              |                                                              |                                                                                        |                                                                                        |                                                                                        |                                                                                        |                                                                                        |                                                                                        |                                                                                         |                                                                                         |                                                                                         |                                                                                         |                                                                                         |                                                                                         |                                                                             |                                                                             |                                                             |                                                             |                                                                        |                                                                        |                                                                        |                                                                        |                                                                        |                                                                        |                                                            |                                                            | | | | | | |                                                                              |                                                                              |                                                                              |                                                                              |                                                                              |                                                                              |                                                                            |                                                                            |                                                                                  |                                                                                  |                                                                                  |                                                                                  |                                                                                  |                                                                                  |                                                                |                                                                |  |  |
|  |  |                 |                 |                                               |                                               |                                               |                                               |                                               |                                               |                                                              |                                                              |                                                                                        |                                                                                        |                                                                                        |                                                                                        |                                                                                        |                                                                                        |                                                                                         |                                                                                         |                                                                                         |                                                                                         |                                                                                         |                                                                                         |                                                                             |                                                                             |                                                             |                                                             |                                                                        |                                                                        |                                                                        |                                                                        |                                                                        |                                                                        |                                                            |                                                            | | | | | | |                                                                              |                                                                              |                                                                              |                                                                              |                                                                              |                                                                              |                                                                            |                                                                            |                                                                                  |                                                                                  |                                                                                  |                                                                                  |                                                                                  |                                                                                  |                                                                |                                                                |  |  |
|  |  |                 |                 |                                               |                                               |                                               |                                               |                                               |                                               | 드라고나 죠스타 (스탠드: 스무스 오퍼레이터즈) (출생: 2005년) | 드라고나 죠스타 (스탠드: 스무스 오퍼레이터즈) (출생: 2005년) | 드라고나 죠스타 (스탠드: 스무스 오퍼레이터즈) (출생: 2005년)                           | 드라고나 죠스타 (스탠드: 스무스 오퍼레이터즈) (출생: 2005년)                           | 드라고나 죠스타 (스탠드: 스무스 오퍼레이터즈) (출생: 2005년)                           | 드라고나 죠스타 (스탠드: 스무스 오퍼레이터즈) (출생: 2005년)                           |                                                                                        |                                                                                        | 죠디오 죠스타9 (스탠드: 노벰버 레인) (출생: 2008년)                                     | 죠디오 죠스타9 (스탠드: 노벰버 레인) (출생: 2008년)                                     | 죠디오 죠스타9 (스탠드: 노벰버 레인) (출생: 2008년)                                     | 죠디오 죠스타9 (스탠드: 노벰버 레인) (출생: 2008년)                                     | 죠디오 죠스타9 (스탠드: 노벰버 레인) (출생: 2008년)                                     | 죠디오 죠스타9 (스탠드: 노벰버 레인) (출생: 2008년)                                     |                                                                             |                                                                             |                                                             |                                                             |                                                                        |                                                                        |                                                                        |                                                                        |                                                                        |                                                                        |                                                            |                                                            | | | | | | |                                                                              |                                                                              |                                                                              |                                                                              |                                                                              |                                                                              | 히가시카타 츠루기 (스탠드: 페이퍼 문 킹) (출생: 2002년)                    | 히가시카타 츠루기 (스탠드: 페이퍼 문 킹) (출생: 2002년)                    | 히가시카타 츠루기 (스탠드: 페이퍼 문 킹) (출생: 2002년)                          | 히가시카타 츠루기 (스탠드: 페이퍼 문 킹) (출생: 2002년)                          | 히가시카타 츠루기 (스탠드: 페이퍼 문 킹) (출생: 2002년)                          | 히가시카타 츠루기 (스탠드: 페이퍼 문 킹) (출생: 2002년)                          |                                                                                  |                                                                                  |                                                                |                                                                |  |  |
|  |  |                 |                 |                                               |                                               |                                               |                                               |                                               |                                               | 드라고나 죠스타 (스탠드: 스무스 오퍼레이터즈) (출생: 2005년) | 드라고나 죠스타 (스탠드: 스무스 오퍼레이터즈) (출생: 2005년) | 드라고나 죠스타 (스탠드: 스무스 오퍼레이터즈) (출생: 2005년)                           | 드라고나 죠스타 (스탠드: 스무스 오퍼레이터즈) (출생: 2005년)                           | 드라고나 죠스타 (스탠드: 스무스 오퍼레이터즈) (출생: 2005년)                           | 드라고나 죠스타 (스탠드: 스무스 오퍼레이터즈) (출생: 2005년)                           |                                                                                        |                                                                                        | 죠디오 죠스타9 (스탠드: 노벰버 레인) (출생: 2008년)                                     | 죠디오 죠스타9 (스탠드: 노벰버 레인) (출생: 2008년)                                     | 죠디오 죠스타9 (스탠드: 노벰버 레인) (출생: 2008년)                                     | 죠디오 죠스타9 (스탠드: 노벰버 레인) (출생: 2008년)                                     | 죠디오 죠스타9 (스탠드: 노벰버 레인) (출생: 2008년)                                     | 죠디오 죠스타9 (스탠드: 노벰버 레인) (출생: 2008년)                                     |                                                                             |                                                                             |                                                             |                                                             |                                                                        |                                                                        |                                                                        |                                                                        |                                                                        |                                                                        |                                                            |                                                            | | | | | | |                                                                              |                                                                              |                                                                              |                                                                              |                                                                              |                                                                              | 히가시카타 츠루기 (스탠드: 페이퍼 문 킹) (출생: 2002년)                    | 히가시카타 츠루기 (스탠드: 페이퍼 문 킹) (출생: 2002년)                    | 히가시카타 츠루기 (스탠드: 페이퍼 문 킹) (출생: 2002년)                          | 히가시카타 츠루기 (스탠드: 페이퍼 문 킹) (출생: 2002년)                          | 히가시카타 츠루기 (스탠드: 페이퍼 문 킹) (출생: 2002년)                          | 히가시카타 츠루기 (스탠드: 페이퍼 문 킹) (출생: 2002년)                          |                                                                                  |                                                                                  |                                                                |                                                                |  |  |
|  |  |                 |                 |                                               |                                               |                                               |                                               |                                               |                                               |                                                              |                                                              |                                                                                        |                                                                                        |                                                                                        |                                                                                        |                                                                                        |                                                                                        |                                                                                         |                                                                                         |                                                                                         |                                                                                         |                                                                                         |                                                                                         |                                                                             |                                                                             |                                                             |                                                             |                                                                        |                                                                        |                                                                        |                                                                        |                                                                        |                                                                        |                                                            |                                                            | | | | | | |                                                                              |                                                                              |                                                                              |                                                                              |                                                                              |                                                                              |                                                                            |                                                                            |                                                                                  |                                                                                  |                                                                                  |                                                                                  |                                                                                  |                                                                                  |                                                                |                                                                |  |  |

## 출판 정보
전부 슈에이샤 출판이다.

### 잡지 연재
6부까지 주간 소년 점프 1987년 1,2호 ~ 2003년 19호 (1~5부 63권, 6부 17권)
- 1부 팬텀블러드
  - 주간 소년 점프 1987년 1, 2호 ~ 46호 (44화, 1~5권)
- 2부 전투조류
  - 주간 소년 점프 1987년 47호 ~ 1989년 15호 (69화, 5~12권)
- 3부 스타더스트 크루세이더즈
  - 주간 소년 점프 1989년 16호 ~ 1992년 19호 (152화, 12~28권)
- 4부 다이아몬드는 부서지지 않는다
  - 주간 소년 점프 1992년 20호 ~ 1995년 51호 (174화, 29~47권)
- 5부 황금의 바람
  - 주간 소년 점프 1995년 52호 ~ 1999년 17호 (154화, 47~63권)
- 6부 스톤 오션
  - 주간 소년 점프 2000년 1호 ~ 2003년 19호 (158화, 1(64)~17(80)권)
- 7부 스틸 볼 런
  - 주간 소년 점프 2004년 8호 ~ 2004년 17호 (11화, 1~2권)
  - 주간 소년 점프 중간호 아카마루 점프 (1화, 2권)
  - 주간 소년 점프 2004년 29호 ~ 2004년 39호 (10화, 3~4권)
  - 주간 소년 점프 2004년 46호 ~ 2004년 47호 (2화, 4권)
  - 울트라 점프 2005년 4월호 ~ 2011년 5월호 (5권~24권)
- 8부 죠죠리온
  - 울트라 점프 2011년 6월호 ~ 2021년 9월호 (1권 ~ 27권)
- 9부 더 죠죠랜즈
  - 울트라 점프 2023년 3월호 ~ (1권 ~ ??권)

### 단행본

#### 죠죠의 기묘한 모험 (1987년 8월 10일 ~ 2003년 7월 4일) (전80권)
| 권차     | 제목                                                                                  | 출시일                           | 부제 목록 |
| -------- | ------------------------------------------------------------------------------------- | -------------------------------- | --- |
| 1권      | 침략자 디오 (侵略者ディオ)                                                            | 1987년 8월 10일 2013년 5월 30일  | 제1부《죠나단 죠스타 ─그의 청춘─》 (ジョナサン・ジョースター ―その青春―) (1화 ~ 44화) (무대: 영국) (시대 설정: 서기 1880년 ~ 1881년(1화 ~ 5화), 서기 1888년 ~ 1889년 2월 7일(6화 ~ 44화)) - 1화「침략자 디오」 (侵略者ディオ) (쪽수: 31) - 2화「새로운 친구!」 (新しき友人!) (쪽수: 23) - 3화「사랑스러운 에리나」 (愛しのエリナ) (쪽수: 21) - 4화「질 수 없는 싸움」 (負けられない戦い) (쪽수: 21) - 5화「화염 속 대니」 (炎のダニー) (쪽수: 19) - 6화「과거에서 온 편지」 (過去からの手紙) (쪽수: 23) - 7화「아버지에게 바치는 맹세」 (父への誓い) (쪽수: 19) - 8화「오거 스트리트의 싸움」 (オウガーストリートの戦い) (쪽수: 19) |
| 2권      | 피의 갈망! (血の渇き!)                                                                | 1988년 1월 8일 2013년 5월 30일   | - 9화「가면 인체실험」 (仮面の人体実験) (쪽수: 19) - 10화「피의 갈망」 (血の渇き) (쪽수: 19) - 11화「인간을 초월하다!」 (人間を超越する!) (쪽수: 19) - 12화「한 쌍의 반지」 (ふたつのリング) (쪽수: 19) - 13화「불사의 괴물」 (不死の怪物) (쪽수: 19) - 14화「리빙 데드의 습격」 (リビング・デッドの襲撃) (쪽수: 19) - 15화「디오와의 청춘에 결판!」 (ディオとの青春に決着!) (쪽수: 19) - 16화「자애의 여신상」 (慈愛の女神像) (쪽수: 19) - 17화「그리운 추억의 모습」 (懐かしき面影) (쪽수: 19) |
| 3권      | 암흑의 기사들 (暗黒の騎士達)                                                          | 1988년 4월 8일 2013년 5월 30일   | - 18화「흉인 잭 & 기인 체펠리」 (切り裂きジャックと奇人ツェペリ) (쪽수: 19) - 19화「기적의 에너지」 (奇跡のエネルギー) (쪽수: 18) - 20화「바다 위의 참극」 (洋上の惨劇) (쪽수: 19) - 21화「저주받은 마을」 (呪われた町) (쪽수: 19) - 22화「공포를 내것으로」 (恐怖を我が物とせよ) (쪽수: 18) - 23화「북풍과 바이킹」 (北風とバイキング) (쪽수: 20) - 24화「함정으로의 초대」 (罠への招待) (쪽수: 18) - 25화「피도 얼어붙는 가면 파워」 (血も凍る仮面パワー) (쪽수: 19) - 26화「암흑의 기사들」 (暗黒の騎士達) (쪽수: 18) - 27화「과거에서 온 복수귀」 (過去からの復讐鬼) (쪽수: 19) |
| 4권      | 쌍두룡의 홀 (双首竜の間へ)                                                            | 1988년 6월 10일 2013년 5월 30일  | - 28화「77휘륜의 용사」 (77リングの勇者) (쪽수: 19) - 29화「흑기사의 결박」 (黒騎士の呪縛) (쪽수: 18) - 30화「영웅으로 잠들다」 (英雄として瞑る) (쪽수: 20) - 31화「기사들의 유적」 (騎士たちの遺跡) (쪽수: 20) - 32화「쌍두룡의 홀」 (双首竜の間) (쪽수: 19) - 33화「내일의 용기」 (あしたの勇気) (쪽수: 20) - 34화「노사의 예언」 (老師の予言) (쪽수: 19) - 35화「분노를 꽂아넣어라!」 (怒りをたたきこめ!) (쪽수: 19) - 36화「머나먼 나라에서 온 세 사람」 (遥かな国からの3人) (쪽수: 19) - 37화「괴인 두비」 (怪人ドゥービー) (쪽수: 19) |
| 5권      | 마지막 파문! (最後の波紋!)                                                            | 1988년 8월 10일 2013년 5월 30일  | - 38화「썬더 크로스 스플릿 어택」 (サンダークロススプリットアタック) (쪽수: 19) - 39화「혈전! JOJO & 디오」 (血戦!JoJoとDio) (쪽수: 18) - 40화「Fire & Ice!」 (ファイアー&アイス!) (쪽수: 19) - 41화「악귀의 최후!」 (悪鬼の最後!) (쪽수: 19) - 42화「폭풍으로 향하는 서곡」 (恐嵐への序曲) (쪽수: 19) - 43화「마지막 파문!」 (最後の波紋!) (쪽수: 19) - 44화「망각의 저편으로」 (忘却の彼方へ) (쪽수: 21) 제2부《죠셉 죠스타 ─자랑스런 혈통─》 (ジョセフ・ジョースター ―その誇り高き血統―) (45화 ~ 113화) (무대: 북아메리카(45화 ~ 61화), 유럽(62화 ~ 113화)) (시대 설정: 서기 1938년 9월 ~ 1939년 3월) - 45화「뉴욕의 죠죠」 (ニューヨークのジョジョ) (쪽수: 19) - 46화「살아 있는 조각상」 (生きた彫像) (쪽수: 18) - 47화「비통한 소식」 (悲痛な知らせ) (쪽수: 19)                                                                          |
| 6권      | JOJO VS 궁극생물 (JoJo VS. 究極生物)                                                  | 1988년 10월 7일 2013년 5월 30일  | - 48화「스트레이초의 야망」 (ストレイツォの野望) (쪽수: 19) - 49화「게임의 고수」 (ゲームの達人) (쪽수: 18) - 50화「불사신의 괴물」 (不死身の化け物) (쪽수: 19) - 51화「냉혹비정 스트레이초」 (冷酷非情 ストレイツォ) (쪽수: 19) - 52화「나치와 '기둥 속 사내'」 (ナチスと"柱の男") (쪽수: 19) - 53화「'기둥 속 사내' 소생실험」 ("柱の男"蘇生実験) (쪽수: 19) - 54화「'기둥 속 사내' VS 돌가면의 사내」 ("柱の男"対石仮面の男) (쪽수: 18) - 55화「사막의 추적자」 (砂漠の追尾者) (쪽수: 19) - 56화「사라진 산타나」 (消えたサンタナ) (쪽수: 19) - 57화「JOJO VS 궁극생물」 (JoJo VS. 究極生物) (쪽수: 20) |
| 7권      | 에이자의 적석 (エイジャの赤石)                                                        | 1988년 12월 6일 2013년 5월 30일  | - 58화「궁극생물에게 파문!」 (究極生物に波紋!) (쪽수: 19) - 59화「완벽한 작전!!」 (完璧なる作戦ッ!!) (쪽수: 19) - 60화「슈트로하임의 각오」 (シュトロハイムの覚悟) (쪽수: 19) - 61화「당당한 사나이의 최후!」 (誇り高き男の最後!) (쪽수: 18) - 62화「스파게티 싸움」 (スパゲッティーの戦い) (쪽수: 19) - 63화「비둘기와 소녀」 (ハトと女の子) (쪽수: 19) - 64화「에이자의 적석」 (エイジャの赤石) (쪽수: 20) - 65화「진실의 입에 숨겨진 진실」 (真実の口にひそむ真実) (쪽수: 19) - 66화「궁극전사 와무우」 (究極戦士ワムウ) (쪽수: 18) - 67화「필살 JOJO 크래커」 (必殺 JoJoクラッカー) (쪽수: 19) |
| 8권      | 최종시련! (最終試練!)                                                                 | 1989년 2월 10일 2013년 5월 30일  | - 68화「'피시계'의 싸움」 ("血時計"の闘い) (쪽수: 19) - 69화「히어로의 자격」 (ヒーローの資格) (쪽수: 19) - 70화「죽음의 결혼반지」 (死のウェディングリング) (쪽수: 18) - 71화「베네치아의 고수」 (ヴェネチアの達人) (쪽수: 19) - 72화「파문전사의 시련」 (波紋戦士の試練) (쪽수: 19) - 73화「일점집중 파문 파워」 (一点集中 波紋パワー) (쪽수: 19) - 74화「이판사판의 도박!」 (一か八かの賭け!) (쪽수: 19) - 75화「파문고수 JOJO」 (波紋マスター JoJo) (쪽수: 19) - 76화「최종시련!」 (最終試練!) (쪽수: 19) - 77화「지옥훈련의 성과」 (しごきの成果) (쪽수: 19) |
| 9권      | 죽음의 절벽으로 질주하라 (死の崖へつっ走れ)                                           | 1989년 4월 10일 2013년 5월 30일  | - 78화「으스스한 에시디시」 (エシディシの不気味) (쪽수: 19) - 79화「함정을 깊게 파라!」 (深く罠をはれ!) (쪽수: 19) - 80화「이미 정해진 승리」 (決定されていた勝利) (쪽수: 19) - 81화「다가서는 그림자!」 (忍び寄る魔!) (쪽수: 20) - 82화「빼앗긴 육체」 (奪われた肉体) (쪽수: 19) - 83화「적석을 찾아 스위스로」 (スイスに赤石を追え) (쪽수: 19) - 84화「수수께끼의 독일 군인」 (謎のナチス軍人) (쪽수: 19) - 85화「카즈, '빛의 모드'」 (カーズ "光のモード") (쪽수: 19) - 86화「죽음의 절벽으로 질주하라」 (死の崖へつっ走れ) (쪽수: 19) |
| 10권     | 선혈의 비눗방울 (鮮赤のシャボン)                                                      | 1989년 6월 9일 2013년 5월 30일   | - 87화「사투, 175미터」 (死闘 175メートル) (쪽수: 19) - 88화「시저, 과거부터 이어진 분노」 (シーザー 過去からの怒り) (쪽수: 19) - 89화「시저, 고독의 청춘」 (シーザー 孤独の青春) (쪽수: 19) - 90화「전율! 환영의 사나이」 (鬼気!幻の男) (쪽수: 21) - 91화「빛과 바람의 격돌!!」 (光と風の激突!!) (쪽수: 19) - 92화「선혈의 비눗방울」 (鮮赤のシャボン) (쪽수: 19) - 93화「시저, 마지막 파문」 (シーザー 最後の波紋) (쪽수: 19) - 94화「실크의 춤 리사리사」 (シルクの舞い リサリサ) (쪽수: 19) - 95화「100대 2의 흥정」 (100対2のかけ引き) (쪽수: 19) |
| 11권     | 바람으로 돌아간 전사 (風にかえる戦士)                                                 | 1989년 8월 10일 2013년 5월 30일  | - 96화「해골 힐스톤」 (骸骨の踵石) (쪽수: 20) - 97화「휘몰아치는 고대의 전투」 (荒ぶる古の戦) (쪽수: 19) - 98화「월광의 출발신호!」 (月光のスタート!) (쪽수: 19) - 99화「기둥과 해머!」 (柱とハンマー!) (쪽수: 19) - 100화「천재 야바위꾼」 (天才的イカサマ師) (쪽수: 19) - 101화「진정한 격투가」 (真の格闘者) (쪽수: 19) - 102화「대칭점을 쏴라!」 (対称点上を撃て!) (쪽수: 19) - 103화「바람의 파이널 모드」 (風のファイナルモード) (쪽수: 19) - 104화「바람으로 돌아간 전사」 (風に帰る戦士) (쪽수: 19) |
| 12권     | 초생물 탄생!! (超生物の誕生!!)                                                        | 1989년 10월 9일 2013년 5월 30일  | - 105화「악역무도! 산 제물의 신전」 (悪逆!生贄の神殿) (쪽수: 21) - 106화「리사리사와 JOJO의 인연」 (リサリサ、JOJOを結ぶ絆) (쪽수: 19) - 107화「JOJO, 최후의 파문」 (JOJO 最後の波紋) (쪽수: 19) - 108화「죠지 죠스타의 비극」 (ジョージ・ジョースターの悲劇) (쪽수: 20) - 109화「초생물 탄생!!」 (超生物の誕生!!) (쪽수: 19) - 110화「JOJO, 최후의 도박!」 (JOJO 最後の賭け!) (쪽수: 20) - 111화「신이 된 사나이!!」 (神となった男!!) (쪽수: 19) - 112화「경이로운 적석 파워」 (驚異の赤石パワー) (쪽수: 19) - 113화「돌아온 사나이」 (帰ってきた男) (쪽수: 23) 제3부《쿠죠 죠타로 ─미래를 위한 유산─》 (空条承太郎 ―未来への遺産―) (114화 ~ 161화) (무대: 아시아(114화 ~ 142화), 이집트(143화 ~ 161화)) (시대 설정: 서기 1984년(프롤로그), 서기 1988년 11월 ~ 1989년 1월 17일) - 114화「악령 들린 사나이」 (悪霊にとりつかれた男) (쪽수: 19) |
| 13권     | DIO의 저주 (DIOの呪縛)                                                                | 1989년 12월 5일 2013년 7월 25일  | - 115화「불꽃의 마술사」 (炎の魔術師) (쪽수: 23) - 116화「악령, 그 정체!」 (悪霊 その正体!) (쪽수: 19) - 117화「별 모양의 점을 가진 사나이」 (星のアザを持つ男) (쪽수: 20) - 118화「전율의 침입자」 (戦慄の侵入者) (쪽수: 21) - 119화「심판하는 자 누구인가?!」 (裁くのは誰だ!?) (쪽수: 19) - 120화「DIO의 저주」 (DIOの呪縛) (쪽수: 19) - 121화「스탠드의 전사들」 (スタンドの戦士たち) (쪽수: 21) - 122화「기내에 도사린 그림자」 (機中にひそむ魔) (쪽수: 19) - 123화「괴충 습격!」 (奇虫襲撃!) (쪽수: 19) |
| 14권     | 무인선과 원숭이 (無人船と猿)                                                          | 1990년 2월 9일 2013년 7월 25일   | - 124화「실버 채리엇」 (シルバーチャリオッツ) (쪽수: 58) - 125화「다크 블루 문」 (ダークブルームーン) (쪽수: 60) - 126화「스트렝스」 (ストレングス) (쪽수: 57) |
| 15권     | 총은 칼보다 강하다 (銃は剣よりも強し)                                                 | 1990년 4월 10일 2013년 8월 16일  | - 127화「데블」 (デビル) (쪽수: 58) - 128화「옐로 템퍼런스」 (イエローテンパランス) (쪽수: 75) - 129화「엠퍼러 & 행드맨 ①」 (エンペラーとハングドマン（その①）) (쪽수: 56) |
| 16권     | 싸움의 연륜! (戦いの年季!)                                                            | 1990년 6월 8일 2013년 8월 16일   | - 130화「엠퍼러 & 행드맨 ②」 (エンペラーとハングドマン（その②）) (쪽수: 58) - 131화「엠프리스」 (エンプレス) (쪽수: 78) - 132화「휠 오브 포춘 ①」 (ホウィール・オブ・フォーチュン（その①）) (쪽수: 57) |
| 17권     | 공포의 러버즈 (恐ろしきラバーズ)                                                      | 1990년 8월 8일 2013년 9월 13일   | - 133화「휠 오브 포춘 ②」 (ホウィール・オブ・フォーチュン（その②）) (쪽수: 19) - 134화「저스티스」 (ジャスティス) (쪽수: 114) - 135화「러버즈 ①」 (ラバーズ（その①）) (쪽수: 57) |
| 18권     | 꿈의 DEATH 13 (夢のDEATH13)                                                           | 1990년 10월 8일 2013년 9월 13일  | - 136화「러버즈 ②」 (ラバーズ（その②）) (쪽수: 57) - 137화「태양」 (太陽) (쪽수: 38) - 138화「데스 13 ①」 (デス13（その①）) (쪽수: 80) |
| 19권     | 마법 램프 (魔法のランプ)                                                              | 1990년 12월 4일 2013년 10월 15일 | - 139화「데스 13 ②」 (デス13（その②）) (쪽수: 39) - 140화「저지먼트」 (ジャッジメント) (쪽수: 94) - 141화「하이 프리스티스 ①」 (ハイプリエステス（その①）) (쪽수: 56) |
| 20권     | 폭탄장치 오렌지 (爆弾仕かけのオレンジ)                                                | 1991년 2월 8일 2013년 10월 15일  | - 142화「하이 프리스티스 ②」 (ハイプリエステス（その②）) (쪽수: 19) - 143화「'더 풀' 이기와 '게브' 은두르」 (「ザ・フール」のイギーと「ゲブ神」のンドゥール) (쪽수: 115) - 144화「'크눔' 오잉고, '토트' 보잉고 ①」 (「クヌム神」のオインゴと「トト神」のボインゴ（その①）) (쪽수: 58) |
| 21권     | 다리가 죽여주는 여자 (脚がグンバツの女)                                               | 1991년 5월 10일 2013년 10월 15일 | - 145화「'크눔' 오잉고, '토트' 보잉고 ②」 (「クヌム神」のオインゴと「トト神」のボインゴ（その②）) (쪽수: 21) - 146화「'아누비스'」 (「アヌビス神」) (쪽수: 113) - 147화「'바스테트' 머라이어 ①」 (「バステト女神」のマライア（その①）) (쪽수: 57) |
| 22권     | 밀실에서 사라지다 (密室で消失)                                                        | 1991년 7월 10일 2013년 11월 11일 | - 148화「'바스테트' 머라이어 ②」 (「バステト女神」のマライア（その②）) (쪽수: 57) - 149화「'세트' 알레시」 (「セト神」のアレッシー) (쪽수: 99) - 150화「DIO를 쏘다?!」 (DIOを撃つ!?) (쪽수: 19) |
| 23권     | 다비즈 컬렉션 (ダービーズコレクション)                                                | 1991년 9월 10일 2013년 11월 11일 | - 151화「다비 더 갬블러」 (ダービー・ザ・ギャンブラー) (쪽수: 118) - 152화「홀 호스와 보잉고 ①」 (ホル・ホースとボインゴ（その①）) (쪽수: 56) |
| 24권     | 지옥의 문지기, 펫 숍 (地獄の門番 ペット・ショップ)                                    | 1991년 11월 8일 2013년 12월 12일 | - 153화「홀 호스와 보잉고 ②」 (ホル・ホースとボインゴ（その②）) (쪽수: 40) - 154화「지옥의 문지기, 펫 숍」 (地獄の門番 ペット・ショップ) (쪽수: 94) - 155화「다비 더 플레이어 ①」 (ダービー・ザ・プレイヤー（その①）) (쪽수: 40) |
| 25권     | 다비 더 플레이어 (ダービー・ザ・プレイヤー)                                           | 1992년 2월 10일 2013년 12월 12일 | - 156화「다비 더 플레이어 ②」 (ダービー・ザ・プレイヤー（その②）) (쪽수: 175) |
| 26권     | 아공간의 독기, 바닐라 아이스 (亜空の瘴気 ヴァニラ・アイス)                            | 1992년 4월 10일 2013년 12월 12일 | - 157화「아공간의 독기, 바닐라 아이스」 (亜空の瘴気 ヴァニラ・アイス) (쪽수: 155) - 158화「수지 Q 죠스타, 딸을 만나러 오다」 (スージー・Q・ジョスター 娘に会いにくる) (쪽수: 19) |
| 27권     | DIO의 세계 (DIOの世界)                                                                | 1992년 6월 10일 2013년 12월 12일 | - 159화「DIO의 세계 ①」 (DIOの世界（その①）) (쪽수: 189) |
| 28권     | 아득한 여정, 안녕 친구여 (遥かなる旅路 さらば友よ)                                    | 1992년 8월 4일 2013년 12월 12일  | - 160화「DIO의 세계 ②」 (DIOの世界（その②）) (쪽수: 157) - 161화「아득한 여정, 안녕 친구여」 (遥かなる旅路 さらば友よ) (쪽수: 20) |
| 29권     | 히가시카타 죠스케, 등장하다 (東方仗助 登場する)                                       | 1992년 11월 4일 2014년 4월 25일  | 제4부《히가시카타 죠스케》 (東方仗助) (162화 ~ 203화) (무대: 일본) (시대 설정: 서기 1999년 4월 ~ 1999년 7월 16일) - 162화「쿠죠 죠타로! 히가시카타 죠스케를 만나다」 (空条承太郎!東方仗助に会う) (쪽수: 64) - 163화「히가시카타 죠스케! 안젤로를 만나다」 (東方仗助!アンジェロに会う) (쪽수: 95) - 164화「니지무라 형제 ①」 (虹村兄弟（その①）) (쪽수: 19) |
| 30권     | 니지무라 오쿠야스・케이초 (虹村億泰・形兆)                                            | 1993년 1월 7일 2014년 4월 25일   | - 165화「니지무라 형제 ②」 (虹村兄弟（その②）) (쪽수: 167) |
| 31권     | 히로세 코이치(에코즈) (広瀬康一（エコーズ）)                                          | 1993년 3월 4일 2014년 4월 25일   | - 166화「히로세 코이치(에코즈)」 (広瀬康一（エコーズ）) (쪽수: 92) - 167화「하자마다 토시카즈(서피스)」 (間田敏和（サーフィス）) (쪽수: 97) |
| 32권     | 야마기시 유카코는 사랑을 한다 (山岸由花子は恋をする)                                  | 1993년 5월 10일 2014년 4월 25일  | - 168화「야마기시 유카코는 사랑을 한다」 (山岸由花子は恋をする) (쪽수: 168) |
| 33권     | 이탈리아 요리를 먹으러 가자 (イタリア料理を食べに行こう)                              | 1993년 7월 2일 2014년 4월 25일   | - 169화「이탈리아 요리를 먹으러 가자」 (イタリア料理を食べに行こう) (쪽수: 75) - 170화「레드 핫 칠리 페퍼 ①」 (レッド・ホット・チリ・ペッパー（その①）) (쪽수: 113) |
| 34권     | 만화가 집에 놀러 가자 (漫画家のうちへ遊びに行こう)                                    | 1993년 9월 3일 2014년 8월 29일   | - 171화「레드 핫 칠리 페퍼 ②」 (レッド・ホット・チリ・ペッパー（その②）) (쪽수: 39) - 172화「성가신 걸 주웠네요!」 (やばいものを拾ったっス!) (쪽수: 58) - 173화「만화가 집에 놀러 가자 ①」 (漫画家のうちへ遊びに行こう（その①）) (쪽수: 74) |
| 35권     | 키시베 로한의 모험 (岸辺露伴の冒険)                                                   | 1993년 11월 4일 2014년 8월 29일  | - 174화「만화가 집에 놀러 가자 ②」 (漫画家のうちへ遊びに行こう（その②）) (쪽수: 57) - 175화「'헌팅'하러 가자!」 (「ハンティング」に行こう!) (쪽수: 95) - 176화「키시베 로한의 모험 ①」 (岸辺露伴の冒険（その①）) (쪽수: 38) |
| 36권     | '시게찌'의 하베스트 (｢重ちー｣のハーヴェスト)                                          | 1994년 2월 4일 2014년 8월 29일   | - 177화「키시베 로한의 모험 ②」 (岸辺露伴の冒険（その②）) (쪽수: 57) - 178화「'시게찌'의 하베스트」 (｢重ちー｣のハーヴェスト) (쪽수: 131) |
| 37권     | 키라 요시카게는 조용히 살고 싶다 (吉良吉影は静かに暮らしたい)                         | 1994년 5월 2일 2014년 8월 29일   | - 179화「키라 요시카게는 조용히 살고 싶다」 (吉良吉影は静かに暮らしたい) (쪽수: 93) - 180화「모리오초 사람들」 (杜王町の人々) (쪽수: 19) - 181화「야마기시 유카코는 신데렐라를 동경한다 ①」 (山岸由花子はシンデレラに憧れる（その①）) (쪽수: 56) |
| 38권     | 시어 하트 어택 (シアーハートアタック)                                                 | 1994년 8월 4일 2014년 8월 29일   | - 182화「야마기시 유카코는 신데렐라를 동경한다 ②」 (山岸由花子はシンデレラに憧れる（その②）) (쪽수: 57) - 183화「시어 하트 어택 ①」 (シアーハートアタック（その①）) (쪽수: 113) |
| 39권     | 아버지의 눈물 (父の涙)                                                                | 1994년 11월 4일 2014년 11월 15일 | - 184화「시어 하트 어택 ②」 (シアーハートアタック（その②）) (쪽수: 96) - 185화「아톰 하트 파더」 (アトム・ハート・ファーザー) (쪽수: 94) |
| 40권     | 가위바위보 꼬마가 온다! (ジャンケン小僧がやって来る!)                                 | 1995년 1월 11일 2014년 11월 15일 | - 186화「키라 요시카게의 새로운 사정」 (吉良吉影の新しい事情) (쪽수: 19) - 187화「가위바위보 꼬마가 온다!」 (ジャンケン小僧がやって来る!) (쪽수: 133) - 188화「나는 외계인 ①」 (ぼくは宇宙人（その①）) (쪽수: 40) |
| 41권     | 하이웨이 스타 (ハイウェイ・スター)                                                    | 1995년 3월 3일 2014년 11월 15일  | - 189화「나는 외계인 ②」 (ぼくは宇宙人（その②）) (쪽수: 77) - 190화「하이웨이 스타 ①」 (ハイウェイ・スター（その①）) (쪽수: 116) |
| 42권     | 고양이는 키라 요시카게를 좋아해 (猫は吉良吉影が好き)                                  | 1995년 5월 11일 2014년 11월 15일 | - 191화「하이웨이 스타 ②」 (ハイウェイ・スター（その②）) (쪽수: 41) - 192화「고양이는 키라 요시카게를 좋아해」 (猫は吉良吉影が好き) (쪽수: 112) - 193화「철탑에 살자 ①」 (鉄塔に住もう（その①）) (쪽수: 20) |
| 43권     | 이니그마는 수수께끼다! (エニグマは謎だ!)                                              | 1995년 8월 4일 2014년 11월 15일  | - 194화「철탑에 살자 ②」 (鉄塔に住もう（その②）) (쪽수: 94) - 195화「소년 이니그마 ①」 (エニグマの少年（その①）) (쪽수: 78) |
| 44권     | 우리 아빠는 아빠가 아니야 (ぼくのパパはパパじゃない)                                  | 1995년 10월 4일 2014년 11월 15일 | - 196화「소년 이니그마 ②」 (エニグマの少年（その②）) (쪽수: 39) - 197화「우리 아빠는 아빠가 아니야」 (ぼくのパパはパパじゃない) (쪽수: 39) - 198화「치프 트릭」 (チープ・トリック) (쪽수: 115) |
| 45권     | 어나더 원 바이츠 더 더스트 (アナザーワン バイツァ・ダスト)                            | 1996년 1월 10일 2014년 11월 15일 | - 199화「어나더 원 바이츠 더 더스트」 (アナザーワン バイツァ・ダスト) (쪽수: 187) |
| 46권     | 크레이지 다이아몬드는 부서지지 않는다 (クレイジー・ダイヤモンドは砕けない)            | 1996년 3월 4일 2014년 11월 15일  | - 200화「크레이지 다이아몬드는 부서지지 않는다」 (クレイジー・ダイヤモンドは砕けない) (쪽수: 172) |
| 47권     | 안녕히, 모리오초－황금의 마음 (さよなら杜王町－黄金の心)                              | 1996년 5월 10일 2014년 11월 15일 | - 201화「생각나게 해주겠어」 (思い出させてあげる) (쪽수: 20) - 202화「마을의 수호성령」 (町の守護聖霊) (쪽수: 19) - 203화「안녕히, 모리오초－황금의 마음」 (さよなら杜王町－黄金の心) (쪽수: 21) 제5부《죠르노 죠바나 【황금의 유산】》 (ジョルノ・ジョバァーナ【黄金なる遺産】) (204화 ~ 257화) (무대: 이탈리아) (시대 설정: 서기 2001년 3월 29일 ~ 2001년 4월 6일) - 204화「Gold Experience」 (ゴールド・エクスペリエンス) (쪽수: 57) - 205화「부차라티가 온다 ①」 (ブチャラティが来る（その①）) (쪽수: 54) |
| 48권     | 내 꿈은 갱스터 (ぼくの夢はギャング・スター)                                           | 1996년 7월 4일 2015년 9월 8일    | - 206화「부차라티가 온다 ②」 (ブチャラティが来る（その②）) (쪽수: 38) - 207화「담장 안의 갱을 만나라」 (塀の中のギャングに会え) (쪽수: 38) - 208화「갱 입문 ①」 (ギャング入門（その①）) (쪽수: 98) |
| 49권     | 폴포의 유산을 노려라! (ポルポの遺産を狙え!)                                           | 1996년 9월 4일 2015년 9월 8일    | - 209화「갱 입문 ②」 (ギャング入門（その②）) (쪽수: 21) - 210화「5 플러스 1」 (ファイブ・プラス・ワン) (쪽수: 19) - 211화「폴포의 유산을 노려라!」 (ポルポの遺産を狙え!) (쪽수: 21) - 212화「소프트 머신의 수수께끼」 (ソフト・マシーンの謎) (쪽수: 38) - 213화「무디 블루스의 역습」 (ムーディー・ブルースの逆襲) (쪽수: 40) - 214화「섹스 피스톨즈 등장 ①」 (セックス・ピストルズ登場（その①）) (쪽수: 40) |
| 50권     | 간부 부차라티: 보스의 첫 번째 지령 (ブチャラティ幹部:ボスからの第一指令)              | 1996년 11월 1일 2015년 9월 8일   | - 215화「섹스 피스톨즈 등장 ②」 (セックス・ピストルズ登場（その②）) (쪽수: 77) - 216화「6억 엔의 은닉처」 (6億円の隠し場所) (쪽수: 19) - 217화「간부 부차라티: 보스의 첫 번째 지령」 (ブチャラティ幹部；ボスからの第一指令) (쪽수: 19) - 218화「나란차의 에어로스미스 ①」 (ナランチャのエアロスミス（その①）) (쪽수: 57) |
| 51권     | 보스의 두 번째 지령: ‘열쇠를 입수하라!’ (ボスからの第二指令:「キーをゲットせよ!」)    | 1997년 2월 4일 2015년 9월 8일    | - 219화「나란차의 에어로스미스 ②」 (ナランチャのエアロスミス（その②）) (쪽수: 94) - 220화「보스의 두 번째 지령: ‘열쇠를 입수하라!’」 (ボスからの第二指令；「キーをゲットせよ!」) (쪽수: 19) - 221화「맨 인 더 미러와 퍼플 헤이즈 ①」 (マン・イン・ザ・ミラーとパープル・ヘイズ（その①）) (쪽수: 59) |
| 52권     | 피렌체행 초특급편 (フィレンツェ行き超特急)                                            | 1997년 4월 4일 2015년 9월 8일    | - 222화「맨 인 더 미러와 퍼플 헤이즈 ②」 (マン・イン・ザ・ミラーとパープル・ヘイズ（その②）) (쪽수: 74) - 223화「피렌체행 초특급편」 (フィレンツェ行き超特急) (쪽수: 38) - 224화「더 그레이트풀 데드 ①」 (ザ・グレイトフル・デッド（その①）) (쪽수: 61) |
| 53권     | 더 그레이트풀 데드 (ザ・グレイトフル・デッド)                                         | 1997년 6월 4일 2015년 9월 8일    | - 225화「더 그레이트풀 데드 ②」 (ザ・グレイトフル・デッド（その②）) (쪽수: 170) |
| 54권     | 골드 익스피리언스의 역습 (ゴールド・エクスペリエンスの逆襲)                           | 1997년 9월 4일 2015년 9월 8일    | - 226화「베이비 페이스」 (ベイビィ・フェイス) (쪽수: 133) - 227화「베네치아로 향하라!」 (ヴェネツィアに向かえ!) (쪽수: 21) - 228화「베네치아 산타 루치아 역, ‘OA-DISC’를 입수하라!」 (ヴェネツィア・サンタ・ルチア駅 『OA-DISC』をゲットせよ!) (쪽수: 21) |
| 55권     | 베네치아 상륙작전 (ヴェネツィア上陸作戦)                                              | 1997년 11월 4일 2015년 9월 8일   | - 229화「화이트 앨범」 (ホワイト・アルバム) (쪽수: 133) - 230화「보스의 마지막 지령」 (ボスよりの最終指令) (쪽수: 19) - 231화「브루노 부차라티, 그 소년 시절」 (ブローノ・ブチャラティ その少年時代) (쪽수: 19) |
| 56권     | 근성의 ‘G’ (ガッツの「G」)                                                            | 1998년 1월 9일 2015년 12월 21일  | - 232화「킹 크림슨의 수수께끼」 (キング・クリムゾンの謎) (쪽수: 117) - 233화「근성의 ‘G’」 (ガッツの「G」) (쪽수: 21) - 234화「클래시와 토킹 헤드 ①」 (クラッシュとトーキング・ヘッド（その①）) (쪽수: 38) |
| 57권     | 플라이트 코드 없음! 보스의 과거를 파헤쳐라! (フライト・コードなし!ボスの過去をあばけ) | 1998년 3월 4일 2015년 12월 21일  | - 235화「클래시와 토킹 헤드 ②」 (クラッシュとトーキング・ヘッド（その②）) (쪽수: 97) - 236화「플라이트 코드 없음! 사르데냐로 향하라」 (フライト・コードなし!サルディニアへ向かえ) (쪽수: 19) - 237화「노토리어스 B.I.G. ①」 (ノトーリアス・ビッグ（その①）) (쪽수: 57) |
| 58권     | 내 이름은 도피오 (ぼくの名はドッピオ)                                                 | 1998년 6월 4일 2015년 12월 21일  | - 238화「노토리어스 B.I.G. ②」 (ノトーリアス・ビッグ（その②）) (쪽수: 58) - 239화「스파이스 걸」 (スパイス・ガール) (쪽수: 38) - 240화「사르데냐 섬 폭풍 경보!」 (サルディニア島嵐警報!) (쪽수: 19) - 241화「내 이름은 도피오」 (ぼくの名はドッピオ) (쪽수: 37) - 242화「킹 크림슨 VS 메탈리카 ①」 (キング・クリムゾンv.s.メタリカ（その①）) (쪽수: 19) |
| 59권     | 당장이라도 무너져내릴 것만 같은 하늘 아래서 (今にも落ちて来そうな空の下で)            | 1998년 8월 4일 2015년 12월 21일  | - 243화「킹 크림슨 VS 메탈리카 ②」 (キング・クリムゾンv.s.メタリカ（その②）) (쪽수: 98) - 244화「당장이라도 무너져내릴 것만 같은 하늘 아래서」 (今にも落ちて来そうな空の下で) (쪽수: 21) - 245화「여보세요! 통화중」 (もしもし!通話中) (쪽수: 37) - 246화「목적지는 로마! 콜로세움」 (目的地はローマ!コロッセオ) (쪽수: 19) |
| 60권     | 콜로세움의 사내와 만나라! (コロッセオの男に会え!)                                     | 1998년 10월 2일 2015년 12월 21일 | - 247화「‘그린 디’와 ‘오아시스’ ①」 (『グリーン・ディ』と『オアシス』（その①）)》 (쪽수: 176) |
| 61권     | 놈의 이름은 디아볼로 (そいつの名はディアボロ)                                         | 1999년 1월 8일 2015년 12월 21일  | - 248화「‘그린 디’와 ‘오아시스’ ②」 (『グリーン・ディ』と『オアシス』（その②）) (쪽수: 96) - 249화「놈의 이름은 디아볼로」 (そいつの名はディアボロ) (쪽수: 19) - 250화「그리 오래지 않은 옛이야기」 (ほんの少し昔の物語) (쪽수: 38) - 251화「‘화살’의 다음 단계에 존재하는 것」 (「矢」のさらに先にあるもの) (쪽수: 19) |
| 62권     | 레퀴엠은 고요히 울려퍼진다 (レクイエムは静かに奏でられる)                             | 1999년 3월 4일 2015년 12월 21일  | - 252화「레퀴엠은 고요히 울려퍼진다」 (レクイエムは静かに奏でられる) (쪽수: 153) - 253화「디아볼로 부상 ①」 (ディアボロ浮上（その①）) (쪽수: 59) |
| 63권     | 잠자는 노예 (眠れる奴隷)                                                              | 1999년 4월 30일 2015년 12월 21일 | - 254화「디아볼로 부상 ②」 (ディアボロ浮上（その②）) (쪽수: 38) - 255화「킹 오브 킹즈」 (キング・オブ・キングス) (쪽수: 19) - 256화「골드 익스피리언스 레퀴엠」 (ゴールド・エクスペリエンス・レクイエム) (쪽수: 62) - 257화「잠자는 노예」 (眠れる奴隷) (쪽수: 91) |
| 64권     | 수감자 번호 FE40536, 쿠죠 죠린 (囚人番号FE40536 空条徐倫)                             | 2000년 5월 1일 2016년 8월 25일   | 제6부(마지막부)《쿠죠 죠린 ─'스톤 오션'─》 (空条徐倫 ―『ストーンオーシャン』―) (258화 ~ 313화) (무대: 미국) (시대 설정: 서기 2011년 10월 28일 ~ 2012년 3월 22일) - 258화「STONE OCEAN」 (ストーンオーシャン) (쪽수: 93) - 259화「수감 번호 FE40536, 쿠죠 죠린」 (囚人番号FE40536 空条徐倫) (쪽수: 57) - 260화「구구 돌즈」 (グーグー・ドールズ) (쪽수: 21) - 261화「스톤 프리 ①」 (ストーン・フリー（その①）) (쪽수: 19) |
| 65권     | 그린 돌핀 스트리트 교도소의 면회인 (グリーン・ドルフィン・ストリート刑務所の面会人)   | 2000년 8월 4일 2016년 8월 25일   | - 262화「스톤 프리 ②」 (ストーン・フリー（その②）) (쪽수: 21) - 263화「그린 돌핀 스트리트 교도소」 (グリーン・ドルフィン・ストリート刑務所) (쪽수: 21) - 264화「면회인 ①」 (面会人（その①）) (쪽수: 136) |
| 66권     | 프리즈너 오브 러브 (プリズナー・オブ・ラヴ)                                           | 2000년 10월 4일 2016년 8월 25일  | - 265화「면회인 ②」 (面会人（その②）) (쪽수: 39) - 266화「프리즈너 오브 러브」 (プリズナー・オブ・ラヴ) (쪽수: 19) - 267화「에르메스의 씰」 (エルメェスのシール) (쪽수: 94) - 268화「6인이 있다! ①」 (6人いる!（その①）) (쪽수: 39) |
| 67권     | 간다! 푸 파이터즈 (行くぞ!フー・ファイターズ)                                         | 2000년 12월 4일 2016년 8월 25일  | - 269화「6인이 있다! ②」 (6人いる!（その②）) (쪽수: 59) - 270화「푸 파이터즈」 (フー・ファイターズ) (쪽수: 58) - 271화「추심인, 마릴린 맨슨 ①」 (取り立て人 マリリン・マンソン（その①）) (쪽수: 59) |
| 68권     | 새비지 가든 작전(중앙 정원으로!) (サヴェジ・ガーデン作戦（中庭へ向かえ!）)            | 2001년 2월 2일 2016년 8월 25일   | - 272화「추심인, 마릴린 맨슨 ②」 (取り立て人 マリリン・マンソン（その②）) (쪽수: 58) - 273화「새비지 가든 작전 ①」 (サヴェジ・ガーデン作戦（その①）) (쪽수: 118) |
| 69권     | 집중 호우 경보 발령 (集中豪雨警報発令)                                                | 2001년 4월 4일 2017년 8월 25일   | - 274화「새비지 가든 작전 ②」 (サヴェジ・ガーデン作戦（その②）) (쪽수: 40) - 275화「집중 호우 경보 발령」 (集中豪雨警報発令) (쪽수: 59) - 276화「사랑과 복수의 키스 ①」 (愛と復讐のキッス（その①）) (쪽수: 76) |
| 70권     | 울트라 시큐리티 징벌방 (ウルトラセキュリティ懲罰房)                                   | 2001년 6월 4일 2017년 8월 25일   | - 277화「사랑과 복수의 키스 ②」 (愛と復讐のキッス（その②）) (쪽수: 57) - 278화「울트라 시큐리티 징벌방」 (ウルトラセキュリティ懲罰房) (쪽수: 21) - 279화「그 이름은 안나수이」 (その名はアナスイ) (쪽수: 19) - 280화「간수 웨스트우드의 비밀 ①」 (看守ウエストウッドの秘密（その①）) (쪽수: 78) |
| 71권     | 타올라라, 드래곤즈 드림 (燃えよドラゴンズ・ドリーム)                                  | 2001년 9월 4일 2017년 8월 25일   | - 281화「간수 웨스트우드의 비밀 ②」 (看守ウエストウッドの秘密（その②）) (쪽수: 59) - 282화「타올라라, 드래곤즈 드림」 (燃えよドラゴンズ・ドリーム) (쪽수: 97) - 283화「타올라라, 푸 파이터즈 ①」 (燃えよフー・ファイターズ（その①）) (쪽수: 22) |
| 72권     | 녹색의 탄생 (緑色の誕生)                                                              | 2001년 11월 2일 2017년 8월 25일  | - 284화「타올라라, 푸 파이터즈 ②」 (燃えよフー・ファイターズ（その②）) (쪽수: 38) - 285화「아버지・쿠죠 죠타로, 딸・쿠죠 죠린」 (父・空条承太郎 娘・空条徐倫) (쪽수: 19) - 286화「'녹색'의 탄생」 (『緑色』の誕生) (쪽수: 38) - 287화「요요마가 온다! ①」 (ヨーヨーマッが来る!（その①）) (쪽수: 75) |
| 73권     | AWAKEN－각성 (AWAKEN－目覚め)                                                         | 2002년 2월 4일 2017년 8월 25일   | - 288화「요요마가 온다! ②」 (ヨーヨーマッが来る!（その②）) (쪽수: 19) - 289화「F・F－목격자」 (F・F－目撃者) (쪽수: 39) - 290화「AWAKEN - 각성」 (AWAKEN－目覚め) (쪽수: 74) - 291화「화이트스네이크－추적자 ①」 (ホワイトスネイク－追跡者（その①）) (쪽수: 37) |
| 74권     | 천국의 때를 향하여! (向かえ!天国の時)                                                 | 2002년 4월 4일 2017년 8월 25일   | - 292화「화이트스네이크－추적자 ②」 (ホワイトスネイク－追跡者（その②）) (쪽수: 59) - 293화「천국의 때」 (天国の時) (쪽수: 19) - 294화「신월의 때! 뉴 신부」 (新月の時!ニュー神父) (쪽수: 19) - 295화「JAIL HOUSE LOCK! ①」 (JAIL HOUSE LOCK!（その①）) (쪽수: 75) |
| 75권     | 탈옥행… (脱獄へ…)                                                                     | 2002년 7월 4일 2018년 2월 8일    | - 296화「JAIL HOUSE LOCK! ②」 (JAIL HOUSE LOCK!（その②）) (쪽수: 38) - 297화「탈옥행…」 (脱獄へ…) (쪽수: 21) - 298화「병원에 실려 온 세 사내」 (病院に運ばれた3人の男) (쪽수: 19) - 299화「보헤미안 랩소디 ①」 (ボヘミアン・ラプソディー（その①）) (쪽수: 97) |
| 76권     | 하늘 높이 스카이 하이! (空高くスカイ・ハイ!)                                          | 2002년 9월 4일 2018년 2월 8일    | - 300화「보헤미안 랩소디 ②」 (ボヘミアン・ラプソディー（その②）) (쪽수: 38) - 301화「오랜만이야, 로메오」 (ひさしぶりね ロメオ) (쪽수: 19) - 302화「스카이 하이」 (スカイ・ハイ) (쪽수: 116) |
| 77권     | 천국의 때, 신월까지 앞으로 3일 (天国の時 新月まであと3日)                             | 2002년 12월 4일 2018년 2월 8일   | - 303화「천국의 때, 신월까지 앞으로 3일」 (天国の時 新月まであと3日) (쪽수: 19) - 304화「언더 월드」 (アンダー・ワールド) (쪽수: 114) - 305화「헤비 웨더 ①」 (ヘビー・ウェザー（その①）) (쪽수: 37) |
| 78권     | 헤비 웨더 (ヘビー・ウェザー)                                                          | 2003년 2월 4일 2018년 2월 8일    | - 306화「헤비 웨더 ②」 (ヘビー・ウェザー（その②）) (쪽수: 168) |
| 79권     | 케이프 커내버럴에서 (ケープ・カナベラルにて)                                          | 2003년 4월 4일 2018년 2월 8일    | - 307화「헤비 웨더 ③」 (ヘビー・ウェザー（その③）) (쪽수: 38) - 308화「케이프 커내버럴에서」 (ケープ・カナベラルにて) (쪽수: 19) - 309화「신월의 중력」 (新月の重力) (쪽수: 37) - 310화「C-MOON ①」 (C-MOON（その①）) (쪽수: 116) |
| 80권(終) | 메이드 인 헤븐 (メイド・イン・ヘブン)                                                 | 2003년 7월 4일 2018년 2월 8일    | - 311화「C-MOON ②」 (C-MOON（その②）) (쪽수: 38) - 312화「메이드 인 헤븐」 (メイド・イン・ヘブン) (쪽수: 175) - 313화(최종화)「왓 어 원더풀 월드」 (ホワット・ア・ワンダフル・ワールド) (쪽수: 27) |

#### 스틸 볼 런 (《죠죠의 기묘한 모험》의 리부트) (2004년 5월 20일 ~ 현재)
| 권차 | 제목                                                                                   | 출시일                           | 부제 목록 (화차의 카운트는 「#○○○」라고 표기) |
| ---- | -------------------------------------------------------------------------------------- | -------------------------------- | --- |
| 1권  | 1890년 9월 25일, 샌디에이고 비치 (1890年9月25日 サンディエゴビーチ)                    | 2004년 5월 20일 2014년 4월 25일  | 제1부《스틸 볼 런》 (STEEL BALL RUN) (《죠나단 죠스타 ─그의 청춘─》, 《죠셉 죠스타 ─자랑스런 혈통─》과 《쿠죠 죠타로 ─미래를 위한 유산─》의 오마주) (#001 ~ #057) (무대: 미국) (시대 설정: 서기 1890년 9월 23일 ~ 1891년 1월 19일) - #001「스틸 볼 런 기자회견」 (スティール・ボール・ラン 記者会見) (쪽수: 53) - #002「자이로 체펠리」 (ジャイロ・ツェペリ) (쪽수: 31) - #003「죠니 죠스타」 (ジョニィ・ジョースター) (쪽수: 31) - #004「1890년 9월 25일, 스타트 세 시간 전」 (1890年9月25日 スタート3時間前) (쪽수: 31) - #005「1st. STAGE, 15,000m」 (1st.STAGE 15,000メートル) (쪽수: 31) |
| 2권  | 1st. STAGE, 15,000m (1st. STAGE 15,000メートル)                                        | 2004년 5월 20일 2014년 4월 25일  | - #006「말라붙은 강; 디에고 브란도」 (涸れた川；ディエゴ・ブランドー) (쪽수: 31) - #007「포코로코와 샌드맨」 (ポコロコとサンドマン) (쪽수: 31) - #008「잡목림 돌파」 (雑木林越え) (쪽수: 31) - #009「기나긴 내리막길」 (長い長い下り坂) (쪽수: 31) - #010「최종 직선코스, 남은 거리 2,000m」 (最終直線 残り2,000メートル) (쪽수: 31) - #011「최종 직선코스, 남은 거리 1,000m」 (最終直線 残り1,000メートル) (쪽수: 31) - 번외편1「~스틸 볼 런 레이스 개최 경위~」 (～スティール・ボール・ラン レース開催のいきさつ～) (쪽수: 9)                                                               |
| 3권  | 2nd. STAGE, 애리조나 사막 횡단 (2nd. STAGE アリゾナ砂漠越え)                           | 2004년 11월 4일 2014년 4월 25일  | - #012「1st. STAGE, 우승 실격」 (1st.STAGE 優勝失格) (쪽수: 37) - #013「보안관, 마운틴 팀에게 의뢰하다」 (保安官 マウンテン・ティムへの依頼) (쪽수: 31) - #014「애리조나 사막 횡단, 최단 루트로 나아가라」 (アリゾナ砂漠越え 最短ルートを進め) (쪽수: 31) - #015「사막에서 태어난 무법자」 (砂漠で生まれたならず者) (쪽수: 93) |
| 4권  | 자이로 체펠리의 숙명 (ジャイロ・ツェペリの宿命)                                        | 2004년 11월 4일 2014년 7월 7일   | - #016「악마의 손바닥」 (悪魔の手のひら) (쪽수: 62) - #017「자이로 체펠리의 숙명」 (ジャイロ・ツェペリの宿命) (쪽수: 61) - #018「먼 나라에서 온 테러리스트」 (遠い国から来たテロリスト) (쪽수: 74) |
| 5권  | 대통령의 음모 (大統領の陰謀)                                                           | 2005년 8월 4일 2014년 8월 7일    | - #019「Interlude (간주곡)」 (インタールード（間奏曲）) (쪽수: 23) - #020「송곳니(터스크)」 (牙（タスク）) (쪽수: 185) |
| 6권  | 스케어리 몬스터즈 (スケアリーモンスターズ)                                             | 2005년 11월 4일 2014년 10월 8일  | - #021「스케어리 몬스터즈 ①」 (スケアリー モンスターズ（その①）) (쪽수: 162) - 번외편2「더 스토리 오브 퍼니 밸런타인」 (ザ ストーリー オブ ファニー・ヴァレンタイン) (쪽수: 5) |
| 7권  | 드넓은 대초원의 작은 묘비 (広い広い大草原の小さな墓標)                                 | 2006년 3월 3일 2015년 3월 6일    | - #022「스케어리 몬스터즈 ②」 (スケアリー モンスターズ（その②）) (쪽수: 63) - #023「3rd. STAGE 골인 지점, 캐넌 시티」 (3rd.STAGE ゴール．キャノン・シティ) (쪽수: 55) - #024「남자의 세계 ①」 (男の世界（その①）) (쪽수: 63) |
| 8권  | 남자의 세계로 (男の世界へ)                                                             | 2006년 5월 2일 2015년 9월 25일   | - #025「남자의 세계 ②」 (男の世界（その②）) (쪽수: 123) - #026「푸른 묘비 ①」 (緑色の墓標（その①）) (쪽수: 63) |
| 9권  | 폭풍우 치는 밤이 다가온다 (嵐の夜がやってくる)                                         | 2006년 9월 4일 2016년 3월 14일   | - #027「푸른 묘비 ②」 (緑色の墓標（その②）) (쪽수: 63) - #028「캐치 더 레인보우(폭풍우 치는 밤에…)」 (キャッチ・ザ・レインボー（嵐の夜に…）) (쪽수: 125) |
| 10권 | 일리노이 스카이라인, 미시간 레이크라인 (イリノイ・スカイライン ミシガン・レイクライン) | 2006년 11월 2일 2016년 12월 20일 | - #029「사일런트 웨이 ①」 (サイレント・ウェイ（その①）) (쪽수: 157) - 번외편3「'무'에서 '유'는 탄생할 수 없다」 (「無」から「有」は生まれないという表現がよくされる。) (쪽수: 13) |
| 11권 | 황금장방형을 이뤄라! (黄金長方形をつくれ!)                                             | 2007년 3월 2일 2016년 12월 20일  | - #030「사일런트 웨이 ②」 (サイレント・ウェイ（その②）) (쪽수: 123) - #031「약속의 땅, 슈가 마운틴 ①」 (約束の地 シュガー・マウンテン（その①）) (쪽수: 63) |
| 12권 | 유해를 얻는 조건, 우정을 얻는 조건 (遺体への条件 友情への条件)                         | 2007년 5월 2일 2018년 11월 28일  | - #032「약속의 땅, 슈가 마운틴 ②」 (約束の地 シュガー・マウンテン（その②）) (쪽수: 115) - #033「튜블러 벨즈 ①」 (チューブラー・ベルズ（その①）) (쪽수: 61) |
| 13권 | 부서져가는 철구 (壊れゆく鉄球)                                                         | 2007년 9월 4일 2018년 11월 28일  | - #034「튜블러 벨즈 ②」 (チューブラー・ベルズ（その②）) (쪽수: 123) - #035「부서져가는 철구, 레킹 볼 ①」 (壊れゆく鉄球 レッキング・ボール（その①）) (쪽수: 61) |
| 14권 | 승리자가 될 자격 (勝利者への資格)                                                      | 2007년 12월 4일 2018년 11월 28일 | - #036「부서져가는 철구, 레킹 볼 ②」 (壊れゆく鉄球 レッキング・ボール（その②）) (쪽수: 151) - #037「승리자가 될 자격」 (勝利者への資格) (쪽수: 37) |
| 15권 | 게티즈버그의 꿈 (ゲティスバーグの夢)                                                   | 2008년 5월 2일 2019년 7월 25일   | - #038「시빌 워」 (シビル・ウォー) (쪽수: 143) - #039「게티즈버그의 꿈」 (ゲティスバーグの夢) (쪽수: 61) |
| 16권 | 더없이 손쉽게 자행되는 지독한 짓거리 (いともたやすく行われる えげつない行為)           | 2008년 9월 4일 2019년 7월 25일   | - #040「보스 사이드 나우」 (ボース・サイド・ナウ) (쪽수: 113) - #041「더없이 손쉽게 자행되는 지독한 짓거리」 (いともたやすく行われる えげつない行為) (쪽수: 61) - #042「칠 일에 일주일」 (7日で一週間) (쪽수: 5) |
| 17권 | D4C                                                                                    | 2009년 3월 4일 2019년 7월 25일   | - #043「초콜릿 디스코」 (チョコレート・ディスコ) (쪽수: 65) - #044「D4C ①」 (D4C（その①）) (쪽수: 135) |
| 18권 | 티켓 투 라이드 (チケット・ゥ・ライド)                                                  | 2009년 7월 3일 2019년 7월 25일   | - #045「D4C ②」 (D4C（その②）) (쪽수: 94) - #046「티켓 투 라이드 ①」 (チケット・ゥ・ライド（その①）) (쪽수: 75) |
| 19권 | 부자는 될 수 없어 (お金持ちにはなれない)                                               | 2009년 11월 4일 2019년 7월 25일  | - #047「티켓 투 라이드 ②」 (チケット・ゥ・ライド（その②）) (쪽수: 179) |
| 20권 | 러브 트레인－세계는 하나 (ラブトレイン－世界はひとつ)                                  | 2010년 3월 9일 2021년 2월 8일    | - #048「티켓 투 라이드 ③」 (チケット・ゥ・ライド（その③）) (쪽수: 47) - #049「러브 트레인 ①」 (ラブトレイン（その①）) (쪽수: 133) |
| 21권 | 볼 브레이커 (ボール・ブレイカー)                                                       | 2010년 7월 2일 2021년 2월 8일    | - #050「러브 트레인 ②」 (ラブトレイン（その②）) (쪽수: 83) - #051「볼 브레이커 ①」 (ボール・ブレイカー（その①）) (쪽수: 92) |
| 22권 | 브레이크 마이 하트, 브레이크 유어 하트 (ブレイク・マイ・ハート ブレイク・ユア・ハート) | 2010년 11월 4일 2021년 2월 8일   | - #052「볼 브레이커 ②」 (ボール・ブレイカー（その②）) (쪽수: 141) - #053「브레이크 마이 하트, 브레이크 유어 하트 ①」 (ブレイク・マイ・ハート ブレイク・ユア・ハート（その①）) (쪽수: 33) |
| 23권 | 하이 볼티지 (ハイ・ヴォルテージ)                                                       | 2011년 5월 19일 2021년 2월 8일   | - #054「브레이크 마이 하트, 브레이크 유어 하트 ②」 (ブレイク・マイ・ハート ブレイク・ユア・ハート（その②）) (쪽수: 47) - #055「하이 볼티지 ①」 (ハイ・ヴォルテージ（その①）) (쪽수: 97) |
| 24권 | 성조기여 영원하라 (星条旗よ 永遠なれ)                                                  | 2011년 6월 3일 2021년 2월 8일    | - #056「하이 볼티지 ②」 (ハイ・ヴォルテージ（その②）) (쪽수: 65) - #057「성조기의 세계」 (星条旗の世界) (쪽수: 98) |
| 25권 | 어서 오세요, 모리오초에 (ようこそ 杜王町へ)                                            | 2011년 12월 19일 2022년 2월 24일 | 제2부《죠죠리온》 (ジョジョリオン) (《히가시카타 죠스케》의 오마주) (#058 ~ #114) (무대: 일본) (시대 설정: 서기 2011년 8월 19일 ~ 2011년 10월) - #058「어서 오세요, 모리오초에」 (ようこそ 杜王町へ) (쪽수: 43) - #059「소프트 & 웨트 ①」 (ソフト&ウェット（その①）) (쪽수: 173) |
| 26권 | 히가시카타 죠스케라는 이름 (東方定助という名前)                                        | 2012년 4월 19일 2022년 2월 24일  | - #060「소프트 & 웨트 ②」 (ソフト&ウェット（その②）) (쪽수: 49) - #061「죠스케, 히가시카타 가에 가다」 (定助 東方家へ行く) (쪽수: 47) - #062「캘리포니아 킹 베드 ①」 (カリフォルニア・キング・ベッド（その①）) (쪽수: 79) |
| 27권 | 그 가계도 (その家系図)                                                                 | 2012년 9월 19일 2022년 2월 24일  | - #063「캘리포니아 킹 베드 ②」 (カリフォルニア・キング・ベッド（その②）) (쪽수: 47) - #064「가계도」 (家系図) (쪽수: 33) - #065「'페이즐리 파크'와 '본 디스 웨이' ①」 (『ペイズリー・パーク』と『ボーン・ディス・ウェイ』（その①）) (쪽수: 83) |
| 28권 | 레몬과 귤 (レモンとみかん)                                                             | 2013년 5월 17일 2022년 2월 24일  | - #066「'페이즐리 파크'와 '본 디스 웨이' ②」 (『ペイズリー・パーク』と『ボーン・ディス・ウェイ』（その②）) (쪽수: 105) - #067「레몬과 귤」 (レモンとみかん) (쪽수: 33) - #068「'삥뜯기 로드' ①」 (『カツアゲロード』（その①）) (쪽수: 51) |
| 29권 | 모리오초 '1901년' (杜王町『1901年』)                                                   | 2013년 10월 18일 2022년 2월 24일 | - #069「'삥뜯기 로드' ②」 (『カツアゲロード』（その②）) (쪽수: 128) - #070「모리오초 '1901년'」 (杜王町『1901年』) (쪽수: 33) |
| 30권 | 히가시카타 츠루기의 목적, 그리고 건축가 (東方つるぎの目的 そして建築家)                | 2014년 3월 19일 2022년 8월 18일  | - #071「페이퍼 문의 환각」 (ペーパー・ムーン まやかし) (쪽수: 125) - #072「히가시카타 츠루기의 목적, 그리고 건축가」 (東方つるぎの目的 そして建築家) (쪽수: 45) |
| 31권 | King Nothing (キング・ナッシング)                                                      | 2014년 5월 19일 2022년 8월 18일  | - #073「히가시카타 노리스케와 히가시카타 츠루기와 야기야마 요츠유」 (東方憲助と東方つるぎと八木山夜露) (쪽수: 120) - #074「King Nothing」 (キング・ナッシング) (쪽수: 47) |
| 32권 | 매일매일이 여름방학 (毎日が夏休み)                                                     | 2014년 10월 17일 2022년 8월 18일 | - #075「‘아이 앰 어 록’」 (『アイ・アム・ア・ロック』) (쪽수: 91) - #076「죠스케! 히가시카타 프루트 팔러에 가다」 (定助!東方フルーツパーラーへ行く) (쪽수: 49) - #077「매일매일이 여름방학 ①」 (毎日が夏休み（その①）) (쪽수: 45) |
| 33권 | 장남, 히가시카타 죠빈 (長男・東方常敏)                                                 | 2015년 2월 19일 2022년 8월 18일  | - #078「매일매일이 여름방학 ②」 (毎日が夏休み（その②）) (쪽수: 121) - #079「히가시카타 죠빈은 스탠드유저」 (東方常敏はスタンド使い) (쪽수: 45) |
| 34권 | 로카카카 나무를 쫓아라! (ロカカカの樹を追え!)                                          | 2015년 7월 17일 2022년 8월 18일  | - #080「두비 와」 (ドゥービー・ワゥ) (쪽수: 167) |
| 35권 | 쌍둥이가 마을에 찾아온다 (双児が町にやって来る)                                        | 2015년 12월 18일 2023년 6월 16일 | - #081「러브러브 딜럭스」 (ラブラブデラックス) (쪽수: 167) - 번외편4「바위 인간을 관찰해보자」 (岩人間を観察してみよう) (쪽수: 5) |
| 36권 | 하토의 남자친구 (鳩ちゃんのボーイフレンド)                                             | 2016년 3월 18일 2023년 6월 16일  | - #082「하토가 남자친구를 데리고 왔다」 (鳩ちゃんがボーイフレンドを連れて来た) (쪽수: 114) - #083「비타민C와 킬러 퀸 ①」 (ビタミンCとキラークイーン（その①）) (쪽수: 33) |
| 37권 | 워킹 하트 (ウォーキング・ハート)                                                       | 2016년 7월 19일 2023년 6월 16일  | - #084「비타민C와 킬러 퀸 ②」 (ビタミンCとキラークイーン（その②）) (쪽수: 138) - #085「워킹 하트」 (ウォーキング・ハート) (쪽수: 47) |
| 38권 | 히가시카타 가의 아침 (東方家の夜明け)                                                  | 2016년 12월 19일 2023년 6월 16일 | - #086「워킹 하트, 브레이킹 하트」 (ウォーキング・ハート ブレイキング・ハート) (쪽수: 43) - #087「밀라그로맨」 (ミラグロマン) (쪽수: 94) - #088「히가시카타 가의 아침」 (東方家の夜明け) (쪽수: 41) |
| 39권 | 돌로미테의 푸른 산호초 (ドロミテの青い珊瑚礁)                                          | 2017년 7월 19일 2023년 6월 16일  | - #089「돌로미테의 푸른 산호초 ①」 (ドロミテの青い珊瑚礁（その①）) (쪽수: 180) |
| 40권 | 엄마와 아들 (母と子)                                                                   | 2017년 9월 19일 2024년 5월 3일   | - #090「돌로미테의 푸른 산호초 ②」 (ドロミテの青い珊瑚礁（その②）) (쪽수: 45) - #091「어머니와 자식」 (母と子) (쪽수: 45) - #092「식물감정인－마메즈쿠 라이(31) ①」 (植物鑑定人－豆銑礼（31）（その①）) (쪽수: 89) |
| 41권 | 하나레로 산에서 탈출하라 (鼻炉山から脱出しろ)                                          | 2017년 12월 19일 2024년 5월 3일  | - #093「식물감정인－마메즈쿠 라이(31) ②」 (植物鑑定人－豆銑礼（31）（その②）) (쪽수: 33) - #094「어반 게릴라와 도레미파솔라티 도」 (アーバン・ゲリラとドレミファソラティ・ド) (쪽수: 117) |
| 42권 | 히가시카타 가 북쪽. 과수원. (東方家の北。果樹園)                                       | 2018년 7월 19일 2024년 5월 3일   | - #095「청나라 시대의 머리핀」 (清の時代の髪留め) (쪽수: 47) - #096「히가시카타 가 북쪽. 과수원.」 (東方家の北。果樹園) (쪽수: 41) - #097「오존 베이비의 가압 ①」 (オゾン・ベイビーの加圧（その①）) (쪽수: 77) |
| 43권 | 정형외과 의사－우 토모키 선생 (整形外科医－羽伴毅先生)                                 | 2018년 10월 19일 2025년 3월 28일 | - #098「오존 베이비의 가압 ②」 (オゾン・ベイビーの加圧（その②）) (쪽수: 89) - #099「TG대 병원에 가다」 (TG大学病院へ行く) (쪽수: 39) - #100「정형외과 의사－우 토모키 선생」 (整形外科医－羽伴毅先生) (쪽수: 43) |
| 44권 | 같이 부탁해요, 닥터 우. (一緒にお願い。ドクター・ウー)                                 | 2019년 3월 19일 2025년 3월 28일  | - #101「닥터 우와 깨어나는 세 장의 잎」 (ドクター・ウーと目醒める3枚の葉っぱ) (쪽수: 165) |
| 45권 | 더 원더 오브 유 (ザ・ワンダー・オブ・ュー)                                             | 2019년 7월 19일 2025년 3월 28일  | - #102「새로운 로카카카」 (新しいロカカカ) (쪽수: 45) - #103「더 원더 오브 유(너의 기적 같은 사랑) ①」 (ザ・ワンダー・オブ・ユー（君の奇跡の愛）（その①）) (쪽수: 139) |
| 46권 | TG대 병원 원장－아케후 사토루 (TG大学病院院長－明負悟)                                 | 2019년 12월 19일 2025년 6월 24일 | - #104「더 원더 오브 유(너의 기적 같은 사랑) ②」 (ザ・ワンダー・オブ・ユー（君の奇跡の愛）（その②）) (쪽수: 153) |
| 47권 | 온 마음으로 사랑을 (胸いっぱいの愛を)                                                  | 2020년 4월 17일 2025년 6월 24일  | - #105「더 원더 오브 유(너의 기적 같은 사랑) ③」 (ザ・ワンダー・オブ・ユー（君の奇跡の愛）（その③）) (쪽수: 155) |
| 48권 | 움직이지 않는 수밖에 없어 (動かないしかない)                                           | 2020년 10월 16일 2025년 6월 24일 | - #106「더 원더 오브 유(너의 기적 같은 사랑) ④」 (ザ・ワンダー・オブ・ユー（君の奇跡の愛）（その④）) (쪽수: 47) - #107「움직이지 않는 수밖에 없어 ①」 (動かないしかない（その①）) (쪽수: 133) |
| 49권 | 궁극의 딜레마 (究極のジレンマ)                                                         | 2020년 12월 18일                 | - #108「움직이지 않는 수밖에 없어 ②」 (動かないしかない（その②）) (쪽수: 163) |
| 50권 | 고 비욘드 (ゴー・ビヨンド)                                                             | 2021년 5월 19일                  | - #109「움직이지 않는 수밖에 없어 ③」 (動かないしかない（その③）) (쪽수: 89) - #110「무사가 제일」 (無事が何より) (쪽수: 45) - #111「고 비욘드」 (ゴー・ビヨンド) (쪽수: 45) |
| 51권 | 모든 저주가 풀릴 때 (全ての呪いが解けるとき)                                           | 2021년 9월 17일                  | - #112「모든 저주가 풀릴 때」 (全ての呪いが解けるとき) (쪽수: 97) - #113「라디오 가가 사건(1941년)」 (ラヂオ・ガガ事件（1941年）) (쪽수: 47) - #114「히가시카타 프루트 팔러」 (東方フルーツパーラー) (쪽수: 51) |
| 52권 | 출발(DEPARTURE) (出発（DEPARTURE）)                                                    | 2023년 8월 18일                  | 제3부(마지막부)《더 죠죠랜즈》 (The JOJOLands) (《죠르노 죠바나 【황금의 유산】》과 《쿠죠 죠린 ─'스톤 오션'─》의 오마주) (#115 ~ #???) (무대: 하와이) (시대 설정: 서기 2023년) - #115「출발(DEPARTURE)」 (出発（DEPARTURE）) (쪽수: 69) - #116「사우스 킹 스트리트」 (サウス・キング・ストリート) (쪽수: 51) - #117「하와이 섬의 별장」 (ハワイ島の別荘) (쪽수: 85) |
| 53권 | '올라가다' (『上って行け』)                                                            | 2023년 12월 19일                 | - #118「'올라가다'」 (『上って行け』) (쪽수: 45) - #119「후알랄라이 산－캣 사이즈」 (フアラライ山－キャット・サイズ) (쪽수: 119) |
| 54권 | '돈벌이 할 시간' (『金儲けの時間』)                                                    | 2024년 4월 18일                  | - #120「카일루아 코나－비행기 대기시간」 (カイルア・コナ－フライト待ち時間) (쪽수: 141) - #121「차밍 맨」 (チャーミング・マン) (쪽수: 37) |
| 55권 | '죠스타 형제' (『ジョースター兄弟』)                                                   | 2024년 8월 19일                  | - #122「죠스타 형제」 (ジョースター兄弟) (쪽수: 45) - #123「그 가치 500억 달러를 노려라」 (その価値500億ドルを狙え) (쪽수: 81) - #124「배그스 그루브의 루루 ①」 (バグス・グルーヴのルルちゃん（その①）) (쪽수: 43) |
| 56권 | 'DEED(토지 양도 증서)' (『DEED（土地譲渡証明）』)                                      | 2024년 12월 18일                 | - #125「배그스 그루브의 루루 ②」 (バグス・グルーヴのルルちゃん（その②）) (쪽수: 45) - #126「루루와 바비 진」 (ルルちゃんとボビー・ジーン) (쪽수: 123) |
| 57권 | '메가 요트에 승선하라' (『メガヨットに乗船せよ』)                                      | 2025년 7월 17일                  | - #127「돌핀 은행 영업본부장, 요코하마」 (ドルフィン銀行営業本部長ヨコハマ) (쪽수: 43) - #128「메가 요트에 승선하라」 (メガヨットに乗船せよ) (쪽수: 45) - #129「200 벌룬즈와 거짓말의 눈동자」 (200バルーンズと偽りの瞳) (쪽수: 89) |

### 해적판
대한민국에서는 이 만화를 메가톤맨(Megaton Man)이라는 제목으로 불법으로 복사판을 출판한 바 있었다. 역자 및 배포자는 불명으로 이 해적판에서는 마치 원본의 내용을 왜곡한 엉뚱한 대사들로 가득하다. 죠죠의 팬들은 이 번역 때문에 메가톤맨을 또 다른 작품이라고 얘기하기도 한다. 예를 들면 대사의 경우 원본의 "더 월드!"의 경우 "그럼 나의 월드 맛좀 쬐끔만 보거라!" 등으로 번역하고 등장인물의 경우는 주인공의 이름은 무조건 죠죠로 번역하고 명백한 본명이 있음에도 불구하고 "중국상인"(왕첸)이나 "페리오"(체펠리), "체리"(카쿄인 노리아키) 같은 이상한 이름으로 번역하는 등 원판을 접한 독자들에게 웃음을 주고 있다. 애니메이션도 메가톤맨을 기반으로 한 자막이 나오기까지했다.
또, 귀면쟁투(鬼面爭鬪)라는 제목의 해적판도 존재했었다.귀면쟁투는 가장 번역이 잘 됐지만 중국 정발 만화책을 기반으로 만들어서인지 디오의 흡혈좀비를 강시라고 부르는등 중국풍 대사가 많다 애초에 책 제목도 한자. 스톤 오션이라는 제목의 해적판도 존재했으나 4권까지만 번역된 뒤에 회사가 망해 사라졌다.또한 1권은 매우 찾기도 얻기도 어렵다.

## TV 애니메이션
2012년에 제작된 25주년 애니메이션으로 2012년 10월 5일부터 2013년 4월 5일까지 도쿄 MXTV에서 방영되었다.
총 26화로 구성되어 있으며 1부와 2부의 내용을 다룬다. 2014년 4월 4일 3부 : 스타더스트 크루세이더즈가 방영해 2015년 6월 19일에 종영했고.
오는 2016년 4월 1일 0시 30분에 4부 : 다이아몬드는 부서지지 않는다 1화가 방영되었다.

### 주요 등장인물
이 부분의 성우 목록은 죠죠의 기묘한 모험 All Star Battle 1,2부 등장인물 성우진과 겹친다.
1부 팬텀 블러드
1. 죠나단 죠스타(C.V. 오키츠 카즈유키)
2. 디오 브란도(C.V. 코야스 타케히토)
3. 윌 A. 체페리(C.V. 시요야 요쿠)
4. 로버트 E.O. 스피드왜건(C.V. 우에다 요지)
5. 에리나 펜들턴(C.V. 카와스미 아야코)
6. 죠지 죠스타

2부 전투조류
1. 죠셉 죠스타(C.V. 스기타 토모카즈)
2. 시저 체페리(C.V. 사토 타쿠야)
3. 리사리사(C.V. 타나카 아츠코)
4. 루돌 폰 슈트로하임(C.V. 이마루오카 아츠시)
5. 기둥의 남자
  1. 와무우(C.V. 오오츠카 아키오)
  2. 에시디시(C.V. 후지와라 케이지)
  3. 카즈(C.V. 이노우에 카즈히코)
  4. 산타나

3부 스타더스트 크루세이더즈
1. 쿠죠 죠타로(C.V 오노 다이스케)
2. 죠셉 죠스타[4](C.V 이시즈카 운쇼)
3. 카쿄인 노리아키(C.V 히라카와 다이스케)
4. 장 피에르 폴나레프(C.V 코마츠 후미노리)
5. 무함마드 압둘(C.V 미야케 켄타)
6. DIO(디오 브란도)[5](C.V 코야스 타케히토)

4부 다이아몬드는 부서지지 않는다
1. 히가시카타 죠스케(C.V 오노 유우키)
2. 히로세 코이치(C.V 카지 유우키)
3. 키시베 로한(C.V 사쿠라이 타카히로)
4. 니지무라 오쿠야스(C.V 타카기 와타루)
5. 쿠죠 죠타로[6](C.V 오노 다이스케)

5부 황금의 바람
1. 죠르노 죠바나(C.V 오노 켄쇼)
2. 브루노 부차라티(C.V 나카무라 유이치 (성우))
3. 판나코타 푸고(C.V 에노키 쥰야)
4. 나란차 길가(C.V 야마시타 다이키)
5. 귀도 미스타(C.V 토리우미 코스케)
6. 레오네 아바키오(C.V 스와베 쥰이치)

6부 스톤 오션
1. 쿠죠 죠린
2. 쿠죠 죠타로[7]
3. 엔리코 푸치

7부 스틸 볼 런
1. 죠니 죠스타
2. 디에고 브란도
3. 퍼니 발렌타인
4. 자이로 체페리

### 스탠드
3부 주요 인물
쿠죠 죠타로 - 타로 카드 No 17 - 별 : 스타 플래티나(Star platina, 별의 백금(星の白金, スター・プラティナー))
죠셉 죠스타 - 타로 카드 No 9 - 은둔자 : 허밋 퍼플 (Hermit Purple, 은자의 자색(ハーミット・パープル))
카쿄인 노리아키 - 타로 카드 No 5 - 교황 : 하이에로펀트 그린 (Hierophant green, 법황의 녹(法皇の緑, ハイエロファント・グリーン))
장 피에르 폴나레프 - 타로 카드 No 7 - 전차 : 실버 채리엇 (Silver chariot, 은의 전차(銀の戦車, シルバー・チャリオット))
모하메드 압둘 - 타로 카드 No 1 - 마술사 : 매지션즈 레드(Magician's red, 마술사의 적(マンションの赤, マジションズ・レッド))
DIO(디오 브란도) - 타로 카드 No 21 - 세계 : 더 월드(The world, 세계(世界, ザ・ワルド))
이기 - 타로 카드 No. 0 - 바보/광대 : 더 풀 (The Fool, 광대/바보(愚者, ザ・フール))

### 스태프
제작 - david production
연출 - 츠다 나오카츠
프로듀서 - 오오모리 히로유키, 모리 료스케, 후쿠다 쥰, 하야시 토시야스
애니메이션 프로듀서 - 카지타 코지
제작 협력 - 카와이 코헤이
프로듀스 협력 - 사토미 테츠로
시리즈 구성 - 코바야시 야스코
캐릭터 디자인 & 총작화감독 - 1,2 부:시미즈 타카코, 3부:코미노 마사히코
서브 캐릭터 디자인 & 프롭 디자인 - 마치다 신이치
디렉터 - 츠다 나오카츠
시리즈 디렉터 - 스즈키 켄이치
비쥬얼 디렉터 - 소에지마 야스후미
미술감독 - 요시하라 슌이치로
미술설정 - 아오키 카오루, 소에지마 야스후미
색채설계 - 무라타 마리코
촬영감독 - 야마다 카즈히로
편집 - 히로세 키요시
음향감독 - 이와나미 요시카즈
음악 - 1부:마츠오 하야토, 2부:이와사키 타쿠, 3부:칸노 유고
음악 효과 - 1부:오쿠다 이조, 2,3부:코야마 야스마사
음악 제작 - 1부:IMAGINE, 2부:Office Without, 3부:ONE MUSIC

### 삽입곡
- 1부 오프닝 - 죠죠~그 피의 숙명~( ジョジョ～その血の運命～ )
  - 노래 - 토미나가 TOMMY 히로아키 (富永TOMMY弘明 )
  - 작곡 - 타나카 코헤이(田中公平)
  - 작사 - 후지바야시 쇼코(藤林聖子)
- 2부 오프닝 - BLOODY STREAM
  - 노래 - Coda
  - 작곡 - 오오모리 토시유키(大森俊之)
  - 작사 - 코다마 사오리(こだまさおり)
- 1,2부 엔딩 - Roundabout
  - 노래 - 예스
  - 작곡 - 스티브 하우(Steve Howe)
  - 작사 - 존 앤더슨(Jon Anderson)
  - 수록 앨범 - Fragile(1972)
- 3부 오프닝 - Stand Proud
  - 노래 - 하시모토 진(橋本仁)
  - 작곡 - 와카바야시 타카츠구(若林タカツグ)
  - 작사 - 후지바야시 쇼코(藤林聖子)
- 3부 오프닝 2 - 죠죠~그 피의 기억~ end of the world
- 3부 엔딩 - Walks like an Egyptian
  - 노래 - Bangles
  - 작곡 - 리암 스텐버그(Liam Sternberg)
  - 작사 - 리암 스텐버그(Liam Sternberg)
  - 수록 앨범 - Party Starters(1984)
- 4부 오프닝 - crazy noizey bizarre town
- 4부 오프닝 2 - chace
- 4부 오프닝 3 - Great Days
- 5부 오프닝 - Figting Gold
- 5부 오프닝 2 - 배신자의 레퀴엠